# Владимир Высоцкий в театре

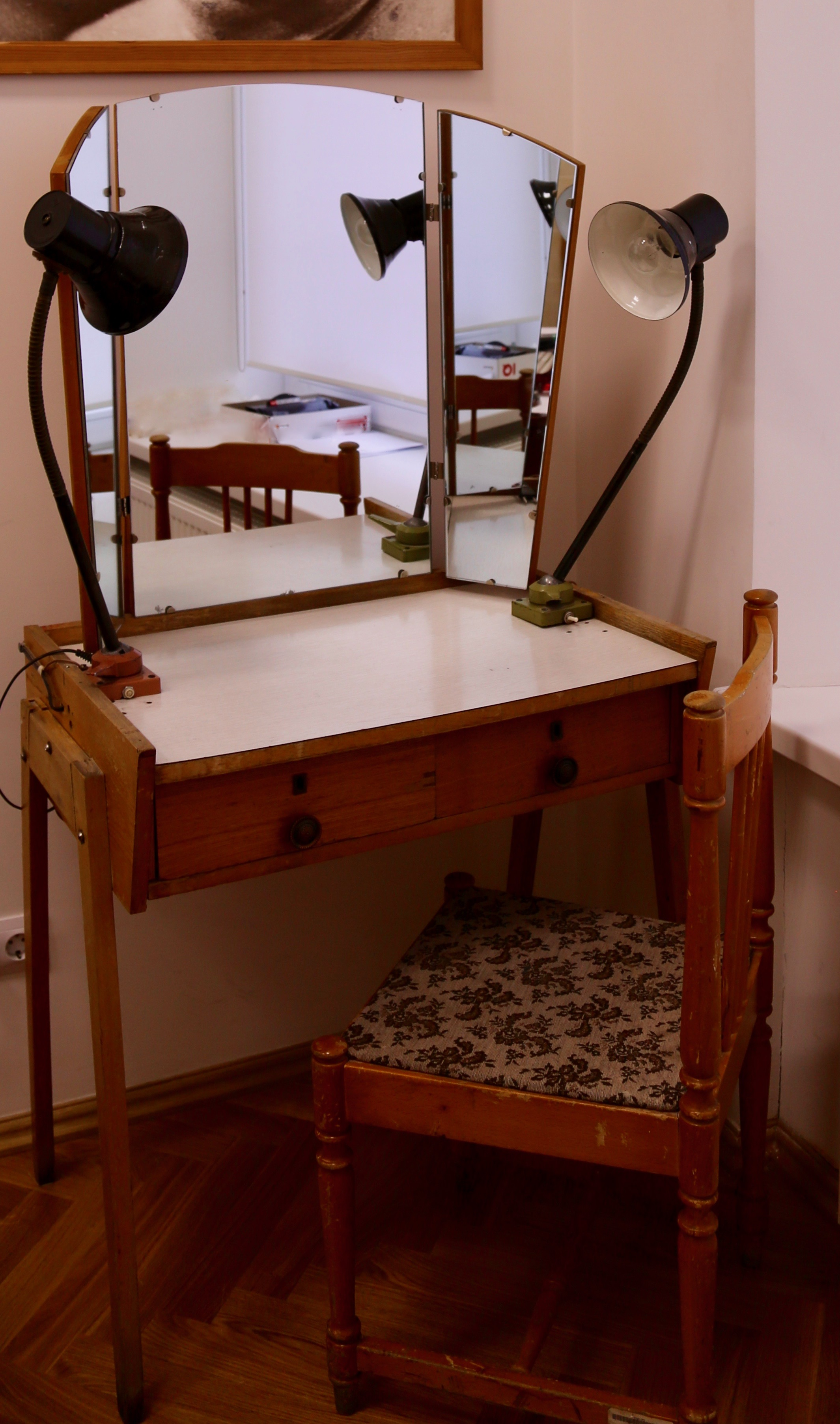
Гримёрный столик Владимира Высоцкого в Театре на Таганке

Театральная биография Владимира Высоцкого складывалась из нескольких этапов. Это годы обучения, время поисков «своего театра», работа в Театре на Таганке. До прихода в труппу к Юрию Любимову, ставшему в апреле 1964 года главным режиссёром этого театра, Высоцкий получил актёрское образование в школе-студии МХАТ и успел попробовать свои силы в нескольких театральных коллективах, в том числе в Театре имени Пушкина, Театре миниатюр, Московском молодёжном экспериментальном театре. С осени 1964 года актёрская биография Высоцкого была связана с Театром на Таганке. Артист начинал с эпизодических ролей и выходов в массовке в спектаклях «Добрый человек из Сезуана», «Герой нашего времени», «Десять дней, которые потрясли мир», «Антимиры», «Павшие и живые». Первой заметной и главной ролью Высоцкого стал герой спектакля «Жизнь Галилея» (1966 год). В последующие годы актёр создал образы Маяковского («Послушайте!», 1967 год), Хлопуши («Пугачёв», 1967 год), Гамлета («Гамлет», 1971 год), Свидригайлова («Преступление и наказание», 1979 год), также на таганской сцене сыграл Лопахина в постановке Анатолия Эфроса «Вишнёвый сад» (1975 год). За роль Галилея Высоцкий получил диплом I степени на фестивале «Московская театральная весна» (1969 год), спектакль «Гамлет» в 1976 году был удостоен гран-при на фестивале БИТЕФ в Югославии. После смерти актёра его коллеги — режиссёр и артисты Театра на Таганке — поставили спектакль-воспоминание «Владимир Высоцкий».
Театральное творчество Владимира Высоцкого ещё при жизни актёра привлекало внимание рецензентов. О его сценических работах писали такие издания, как газеты «Советская культура», «Вечерняя Москва», «Московский комсомолец», «Литературная газета», «Смена», «Литературная Россия», журналы «Юность», «Нева», «Искусство кино», «Новый мир». В ряде спектаклей Высоцкий выступал не только как актёр, но и как автор песен. Им, в частности, написаны произведения для таких спектаклей, как «Десять дней, которые потрясли мир», «Павшие и живые», «Пугачёв», «Живой», «Турандот, или Конгресс обелителей». Песни Высоцкого использовались не только в постановках Театра на Таганке, но и на других сценических площадках. Они звучали в спектаклях «Микрорайон» (Московский театр драмы и комедии), «Последний парад» и «Балаганчик дома Кристобаля» (Театр сатиры), «Свой остров» (театр «Современник»), «Вечно живые» (ленинградский Малый драматический театр), «Звёзды для лейтенанта» (Театр имени Ермоловой и Ленинградский театр имени Ленинского комсомола), «Там вдали» (московский Литературный театр при ВТО).

## Театр в биографии Высоцкого

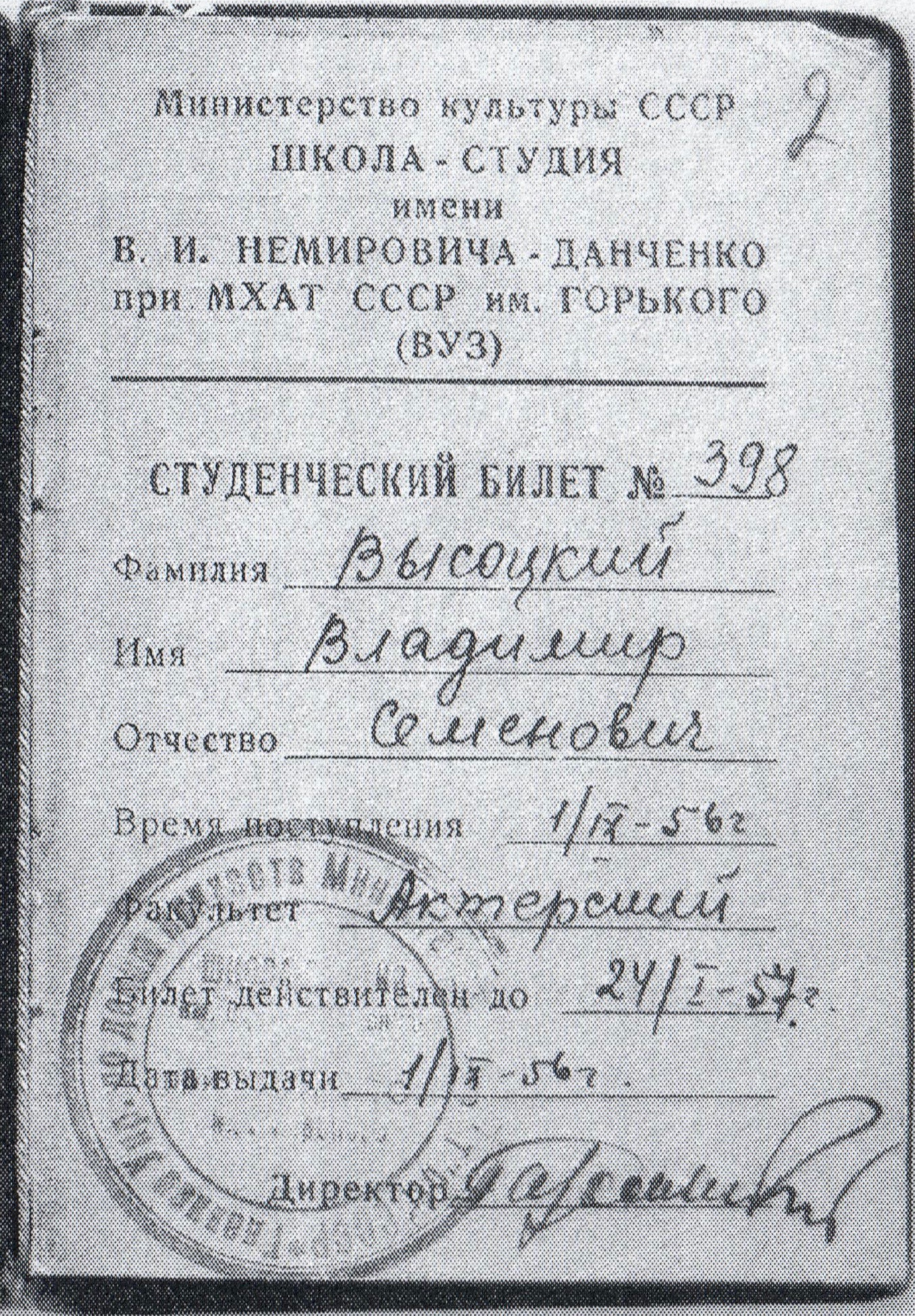
Студенческий билет Владимира Высоцкого в школе-студии МХАТ

Значительная часть биографии Владимира Высоцкого связана с Театром на Таганке. Но прежде чем попасть в труппу Юрия Любимова, актёр в течение нескольких лет пытался раскрыть свои творческие возможности в других коллективах. Весьма символичным, по мнению исследователя Вадима Кулиничева, является тот факт, что незадолго до прихода на «свою» сценическую площадку Высоцкий получил отказ в приёме в «Современник», который в 1960-х годах воспринимался как «эстетическая альтернатива» Театру на Таганке. Именно в труппе Любимова, сформировавшейся на излёте «оттепели» и представлявшей собой своеобразное «братство вольных комедиантов», смог по-настоящему раскрыться артист, детство которого прошло в коммунальной квартире, а отрочество — в московских дворах. Искусствовед Наталья Крымова отмечала «уличное обаяние» Владимира Высоцкого, поэтому его появление в театре, ориентированном на жизнь улиц, выглядело закономерным.
«Таганка», в которую попал Высоцкий, восходила к эстетике Бертольда Брехта, наследию Всеволода Мейерхольда и Евгения Вахтангова, традициям агитационных бригад 1920-х годов, однако не была их прямым потомком. По мнению критика Вадима Гаевского, неким отдалённым аналогом театра, созданного Любимовым, мог бы служить шекспировский «Глобус», в котором «тоже ломали трагедию и не гнушались фарсом». Не случайно спектакль «Гамлет» с Высоцким в главной роли стал одной из визитных карточек Театра на Таганке. Высоцкий не только воплотил на таганской сцене самые разные образы, но и сумел — не без влияния профессиональной среды — значительно расширить тематику своих песен.

— Некоторые склонны считать, что без Высоцкого не было бы Театра на Таганке.

— Это Высоцкого не было бы без Таганки!— ответ Владимира Высоцкого на предположение журналистки в интервью 1974 года.

## Годы ученичества

В. Высоцкий в студенческом спектакле школы-студии МХАТ «Ведьма», ноябрь 1959 года.

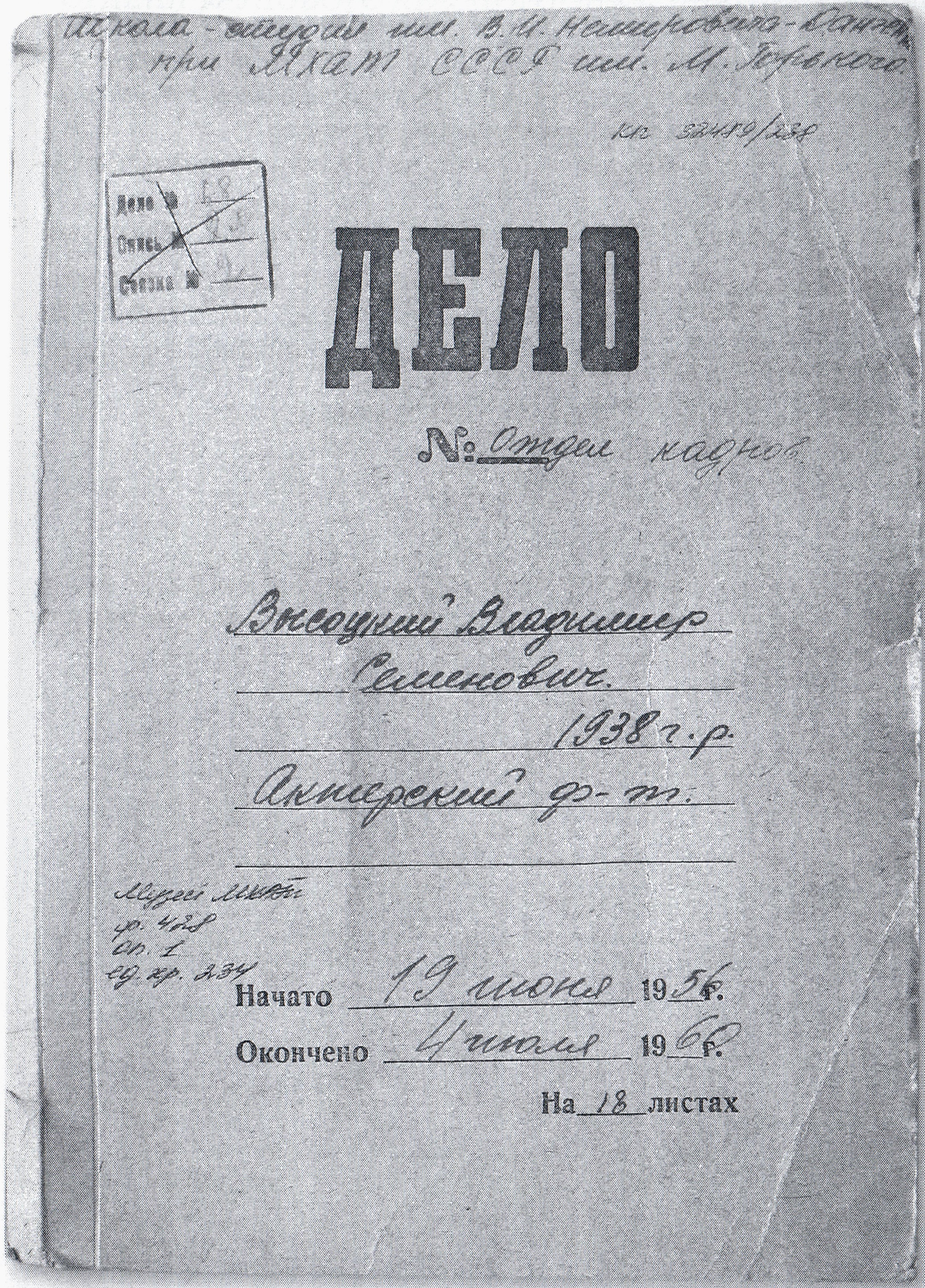
Личное дело Владимира Высоцкого в школе-студии МХАТ

В 1953 году, будучи школьником, Высоцкий начал посещать театральный кружок при Доме учителя, где преподавал актёр и режиссёр Владимир Николаевич Богомолов. Свои дальнейшие планы Владимир связывал с актёрской профессией, однако в семье они поддержки не получили. В 1955 году, получив аттестат, Высоцкий по настоянию отца, Семёна Владимировича, поступил в МИСИ, выдержав конкурс семнадцать человек на место. В конце первого семестра, поняв, что учиться в техническом вузе он не сможет, Владимир написал заявление об отчислении. С января 1956 года он вернулся к посещению театрального кружка Богомолова и стал активно готовиться к поступлению в «театральное». В июне, сдав экзамены и пройдя по конкурсу, Высоцкий поступил в Школу-студию МХАТ. На экзамене по специальности он читал монолог Олега Баяна из пьесы Владимира Маяковского «Клоп». Согласно воспоминаниям Бориса Поюровского, работавшего в этом учебном заведении на кафедре актёрского мастерства и занимавшегося организацией набора студентов, Владимир Высоцкий поступал «честно, безо всяких протекций», и сдал экзамены хорошо.
Высоцкий учился вместе с Романом Вильданом, Георгием Епифанцевым, Валентином Никулиным, Геннадием Яловичем, Мариной Добровольской, Азой Лихитченко. Изначально группой руководил Борис Вершилов, но после его внезапной смерти студенты перешли под кураторство Александра Комиссарова и Павла Массальского. Первый же студенческий капустник, затеянный Яловичем, выявил поэтические способности Высоцкого: на мотив популярной в ту пору песни «Одесский порт» он написал стихотворение «Среди планет, среди комет…», в дальнейшем ставшее неофициальным гимном студентов-мхатовцев. Представление прошло очень удачно, и Высоцкий стал постоянным автором пародий, эпиграмм, посвящений для студенческих вечеров. Высокого мнения о его поэтических способностях был и преподаватель русской литературы Александр Абрамович Белкин, сказавший однажды Поюровскому о студенте-третьекурснике Высоцком: «Вот он. Настоящий поэт. Вы просто не знаете этого».
Первая роль (боец, без слов) была доверена Высоцкому в 1956 году на первом курсе в студенческом спектакле по пьесе Штейна «Гостиница „Астория“» (репетиции шли два года, премьера состоялась в 1958-м). В этой же постановке играла студентка третьего курса Иза Жукова (она была старше Высоцкого на один год). На выступлении студентов курса перед жителями Ступинского района Московской области в 1959 году Высоцкий читал монолог деда Щукаря из «Поднятой целины». Аза Лихитченко вспоминала: «Володя начинал читать свой отрывок — и постепенно захватывал зал так, что зрители уже боялись пропустить хоть одно слово».
За время обучения Высоцкий сыграл Боркина в спектакле «Иванов» по пьесе Антона Павловича Чехова (1959), Порфирия Петровича в учебном этюде по «Преступлению и наказанию» Фёдора Михайловича Достоевского (1959), снялся в кино в эпизодической роли студента Пети в фильме режиссёра Василия Ордынского «Сверстницы» (1959), создал образ ямщика в учебном спектакле по рассказу Чехова «Ведьма» (1960), а в постановке по пьесе «Свадьба» того же автора сыграл роль отставного коллежского регистратора Евдокима Жигалова (1960). В том же году в спектакле по пьесе Льва Митрофанова «Пути, которые мы выбираем» создал образ Добровольца Жолудева, а в «Золотом мальчике» по произведению Клиффорда Одетса сыграл роль Сигги. В дипломном спектакле «На дне» Высоцкий исполнял роль Бубнова.
20 июня 1960 года Высоцкий окончил Школу-студию МХАТ, получил диплом с квалификацией «актёр драмы и кино» и был распределён в Московский драматический театр имени А. С. Пушкина. За время учёбы он сдал тридцать один экзамен (оценки: «отлично» — 24, «хорошо» — 6, «удовлетворительно» — 1) и тридцать пять зачётов. Госэкзамены (мастерство актёра, диалектический и исторический материализм) были сданы им на «отлично».

## Начало театральной карьеры
Накануне распределения Высоцкому были предложены как минимум три варианта для выбора будущего места работы. Он предпочёл Театр имени Пушкина, потому что его главный режиссёр Борис Равенских пообещал взять туда и Владимира Семёновича, и Изу Жукову, служившую в ту пору в театре имени Леси Украинки. Как вспоминала впоследствии первая жена Высоцкого, в ожидании нового назначения она прибыла из Киева в Москву, однако в списке актёров, принятых в труппу, её фамилии не оказалось. У Высоцкого, с перерывами проработавшего в Театре имени Пушкина с 1960 по 1964 год, карьера там тоже не задалась. Ещё до начала сезона в театр поступил протокол из милиции, в котором указывалось, что молодой выпускник Школы-студии МХАТ «слишком бурно» отмечал с товарищами получение диплома в одном из московских кафе.

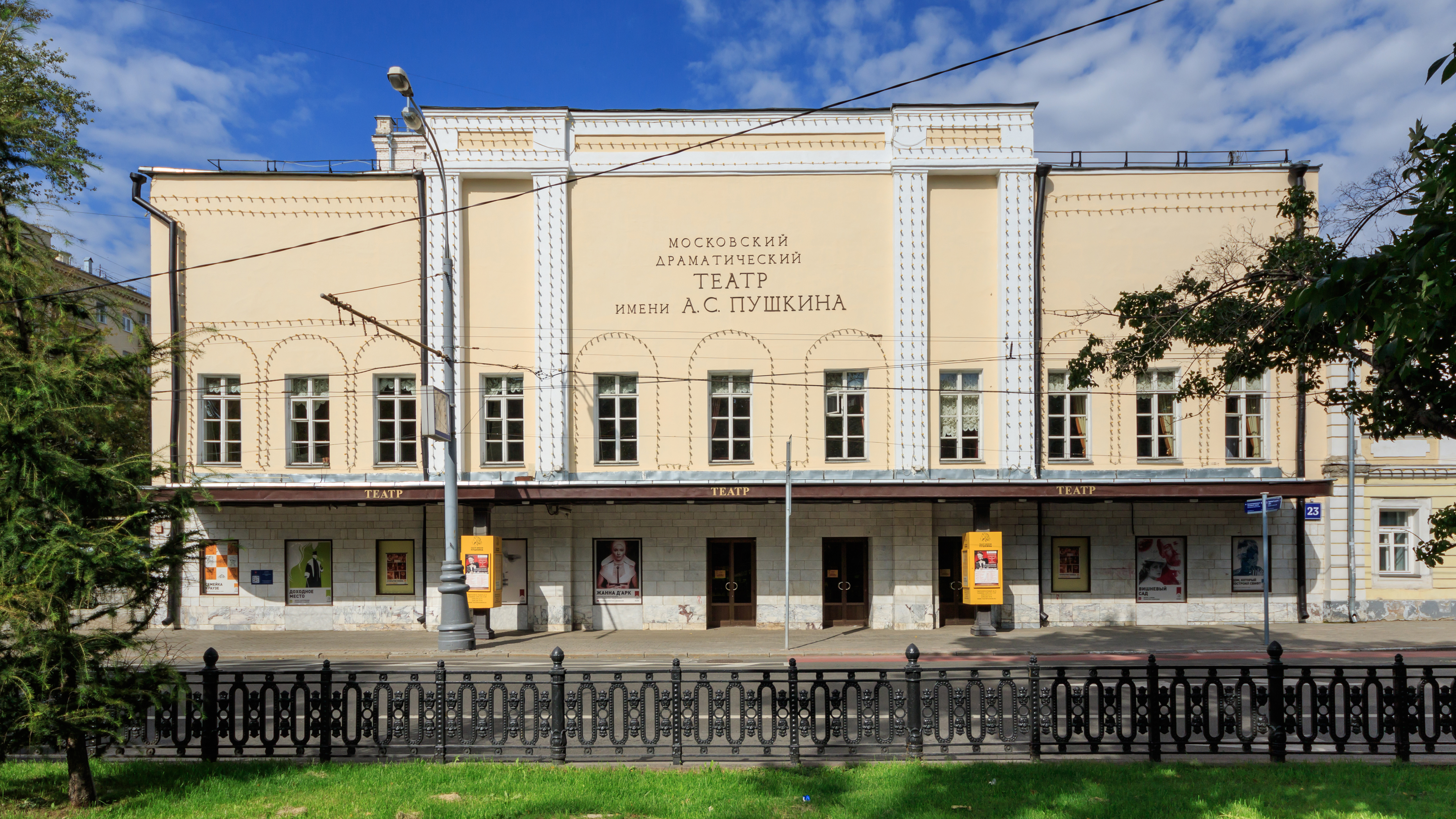
Здание Театра имени Пушкина, 2016 год

Осенью 1960 года Равенских начал репетиции, но дебютанту приходилось в основном либо участвовать в эпизодах, либо выходить в массовках. Актёр был задействован почти в половине репертуара театра, но в незначительных ролях: шофёр Костя в спектакле «Трёхминутный разговор» (по пьесе Валентины Левидовой), фотокорреспондент в «Доброй ночи, Патриция» (по пьесе А. де Бенетти), красноармеец Ляшенко в постановке «Дороги жизни» (по Борису Горбатову), леший в «Аленьком цветочке» (по Сергею Аксакову), участник массовки в «Изгнании блудного беса» (по Алексею Толстому), игрок в «Белом лотосе» (по мотивам древнеиндийского эпоса Шудраки «Глиняная повозочка»), начальник отдела кадров в «Трассе» (по пьесе Игнатия Дворецкого).
Когда главный режиссёр решил поставить спектакль «Свиные хвостики» по пьесе Ярослава Дитла, Высоцкому впервые предоставилась возможность сыграть большую роль — председателя колхоза Антонина Ржапека. Несмотря на то, что актёр выучил текст, в процессе работы он был заменён другим исполнителем: выяснилось, что Высоцкий не подходит Ржапеку по типажу. В итоге Владимир Семёнович вновь был переведён в массовку. К числу театральных легенд относится история его знакомства с Фаиной Раневской. Регулярно обнаруживая на доске объявлений приказы с выговорами и дисциплинарными взысканиями, выносимыми в адрес Высоцкого, актриса однажды вслух поинтересовалась: «А кто этот бедный мальчик?» Стоявший рядом молодой человек ответил: «Это я».
Зимой 1962 года Высоцкий перешёл на работу в возглавляемый Владимиром Поляковым Театр миниатюр, где его практически сразу ввели в постановку «Путешествие вокруг смеха». О своём настроении актёр, отправившийся вместе с коллективом на гастроли в Свердловск, рассказывал в письме Людмиле Абрамовой: «Уже сыграно несколько спектаклей. Я почти ничего не делаю и отбрыкиваюсь от вводов, потому что всё-таки это не очень греет, и уйти уйду обязательно». В ряде изданий была растиражирована (со ссылкой на актёра Зиновия Высоковского) информация о том, что в марте того же года Поляков подписал приказ № 113/66 об увольнении Высоцкого «в связи с полным отсутствием чувства юмора». По словам высоцковеда Марка Цыбульского, сам Высоковский в телефонном разговоре с ним отреагировал на вопрос о приказе фразой: «Да что Вы, в самом деле! Это же шутка была!».

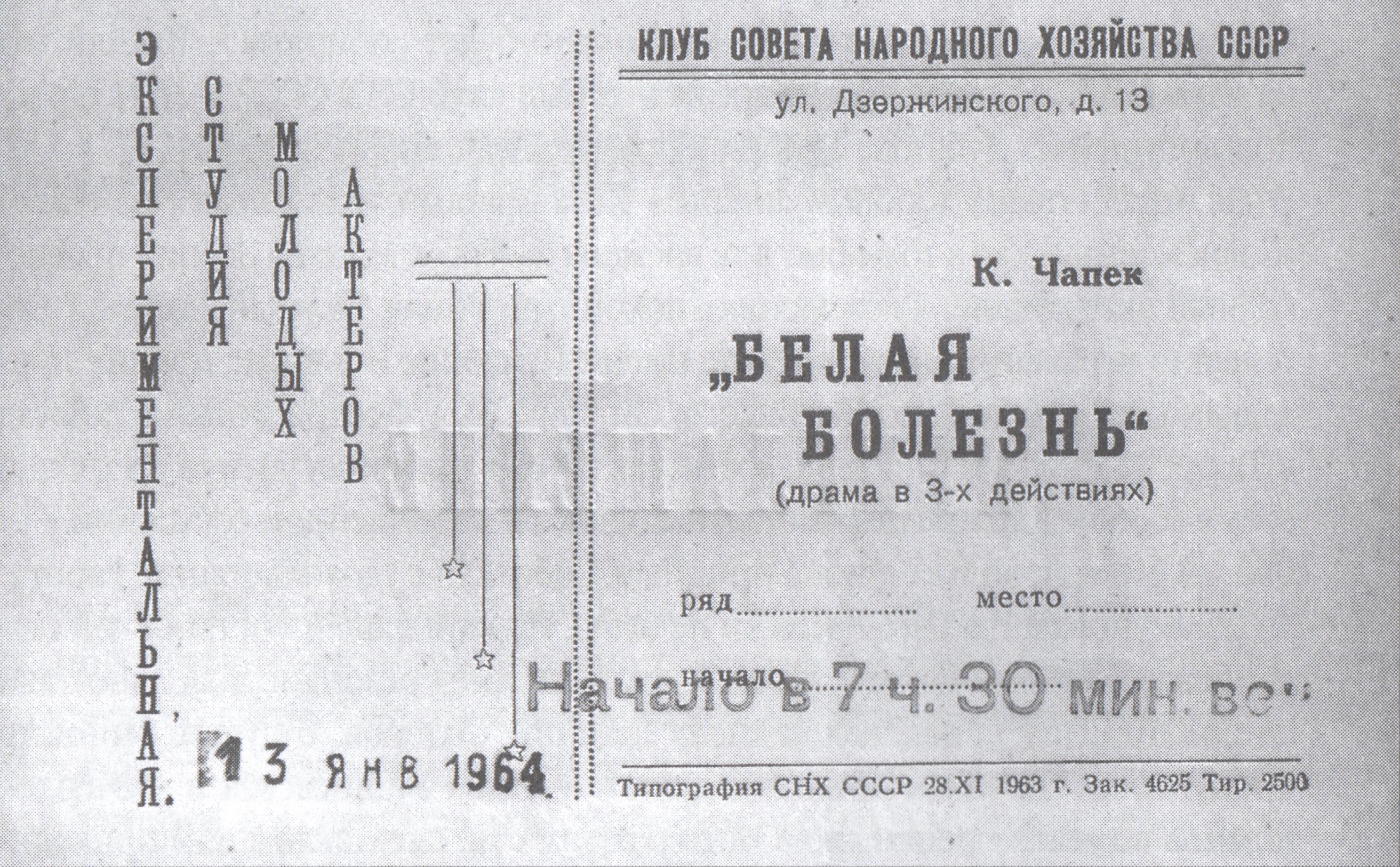
Приглашение на спектакль «Белая болезнь»

Стремясь найти «свой» театр, Высоцкий побывал и на показе в «Современнике». Для просмотра актёр подготовил роли двух разноплановых персонажей — маляра из комедии Блажека «Третье желание» и хулигана по прозвищу Глухарь из пьесы Авенира Зака и Исая Кузнецова «Два цвета». Сотрудничество с труппой Олега Ефремова казалось перспективным, Высоцкому даже было предложено сыграть в спектакле «Два цвета». Однако два дня спустя артисту сообщили, что театру он не подходит. Впоследствии в театральном сообществе выдвигались разные версии, связанные с отказом «Современника». Так, Михаил Козаков утверждал, что «Высоцкий сыграл неплохо, но и не блистательно». Иного мнения придерживался Олег Стриженов, отмечавший, что на сцене Высоцкий был весьма органичен: «Он делал всё с таким блеском, с таким искромётным юмором, присущим ему, что невозможно было себе представить, что это ввод или дебют».
4 мая 1962 года Высоцкий возвратился в Театр имени Пушкина. Его приняли по трудовому соглашению. Актёр опять играл лешего, фотокорреспондента, незначительные роли в «Дневнике женщины» (по пьесе Финна), участвовал в массовке в «Свиных хвостиках».
В числе коллективов, с которыми Высоцкий сотрудничал в начале творческой карьеры, была также самодеятельная экспериментальная театральная студия при клубе МВД. У её истоков стояли товарищи Владимира Семёновича — Геннадий Ялович и Евгений Радомысленский. Высоцкий, пришедший туда в 1963 году, получил роль отца в спектакле «Белая болезнь» по пьесе Карела Чапека, однако из-за постоянных отъездов и участия в киносъёмках репетировал бессистемно, иногда надолго исчезал, — в результате премьера состоялась без него. Образ отца при выпуске «Белой болезни» воплотил на сцене основной исполнитель этой роли — Геннадий Ялович; Владимир Семёнович играл в спектакле всего «один или два раза». При этом, по свидетельству Радомысленского, именно в студийную пору зарождался актёрский почерк Высоцкого, формировались «жёсткость игры, нерв».

## В Театре на Таганке

### Первые роли

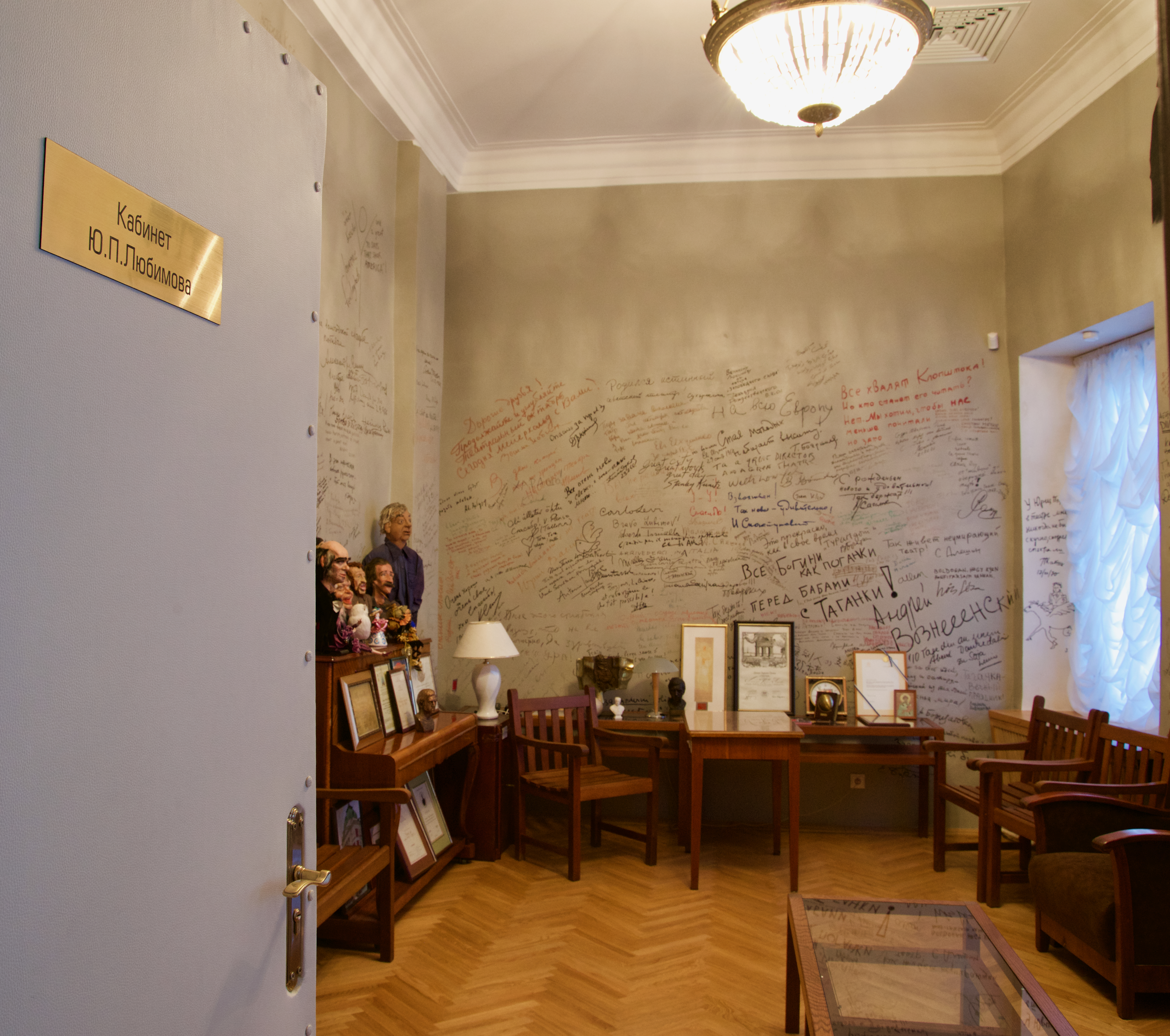
Кабинет Любимова в Театре на Таганке

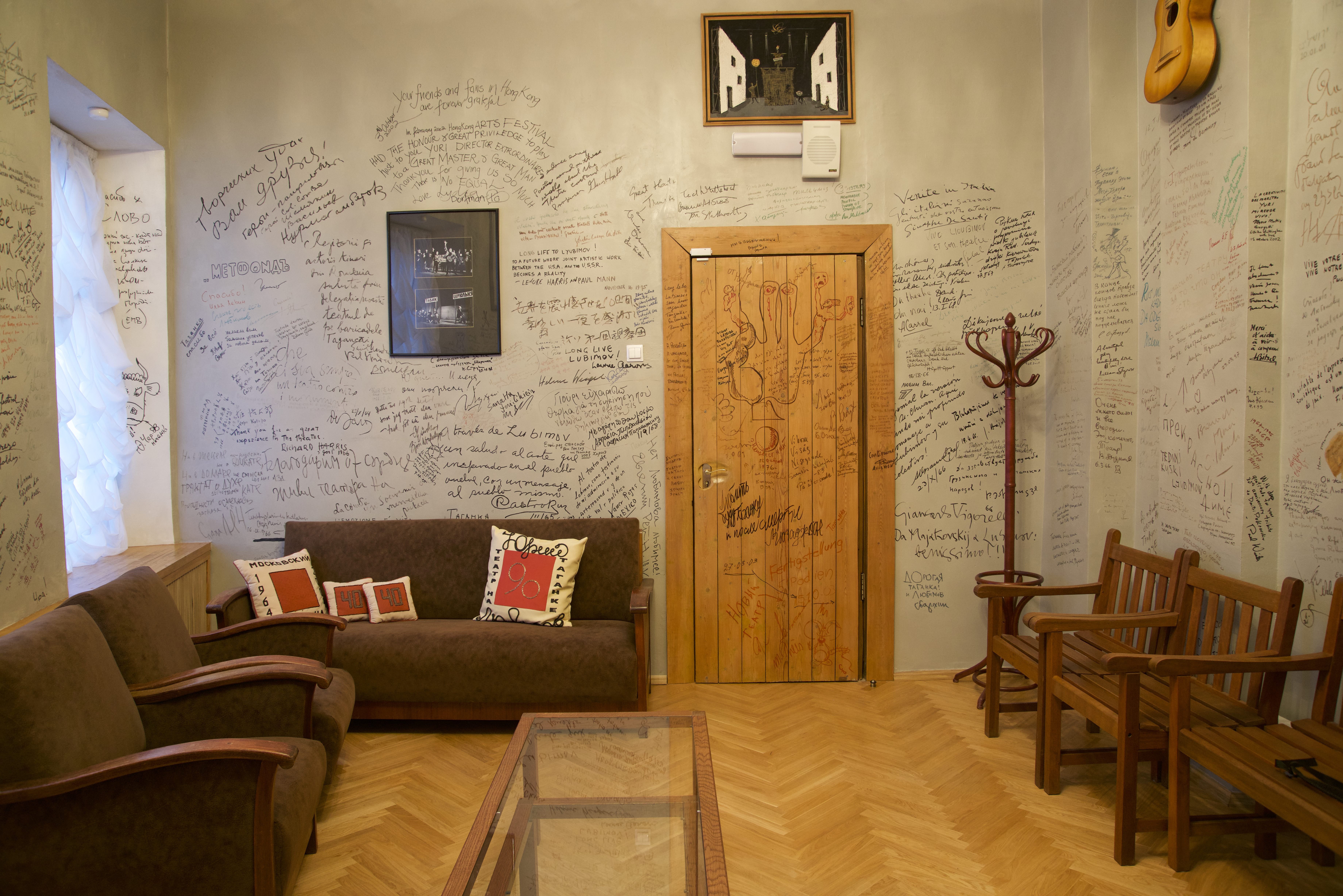
Кабинет Любимова в Театре на Таганке

Весной 1964 года Высоцкий посмотрел спектакль «Добрый человек из Сезуана», поставленный режиссёром Юрием Любимовым в Театре на Таганке. Впоследствии, рассказывая о своих впечатлениях о представлении, актёр замечал, что в постановке по пьесе Бертольда Брехта обнаружилось то, что было ему интересно, — сплав драмы, музыки и поэзии: «Это похоже на то, что я делаю». Переговоры, связанные с возможным переходом Высоцкого на «Таганку», вели с Любимовым самые разные люди: артисты Станислав Любшин и Таисия Додина, режиссёр Анхель Гутьеррес, к которому, в свою очередь, обращались с рекомендациями сценаристы Левон Кочарян и Артур Макаров. Сам Любимов, вспоминая первую встречу с Владимиром Семёновичем, писал, что тот пришёл в театр в «кепаре, сереньком пиджачишке из букле». На просмотре он прочитал «что-то маловразумительное, бравадное», затем взял гитару — и режиссёр, отложив все дела, слушал его сорок пять минут.

В сентябре Высоцкий был принят в Театр на Таганке с двухмесячным испытательным сроком и окладом 75 рублей. Уже через десять дней, заменяя заболевшего коллегу, он появился в спектакле «Добрый человек из Сезуана» в роли Второго Бога. Тогда же Владимир Семёнович приступил к репетициям «Героя нашего времени», где ему надлежало сыграть одного из эпизодических персонажей — драгунского капитана. Этот спектакль, премьера которого состоялась через месяц, не стал большим событием в жизни театра и достаточно быстро исчез из репертуара, однако практически без пауз, той же осенью, Любимов начал работу над постановкой «Десять дней, которые потрясли мир» по книге американского журналиста Джона Рида. 
Произведение о событиях 1917 года оказалось для режиссёра, по замечанию литературоведа Владимира Новикова, «трамплином для свободного полёта фантазии», поэтому действо начиналось ещё на Таганской площади, где зрителей встречали артисты в костюмах солдат и матросов; они же выполняли функции билетёров. У Высоцкого, как и у других участников представления, в этом спектакле было несколько ролей: он играл часового, белогвардейца, анархиста, с 1965 года — Керенского. Кроме того, актёр исполнял со сцены собственные песни — «Войны и голодухи натерпелися мы всласть…» и «В куски разлетелася корона…».
Высоцкому, по словам театрального критика Константина Рудницкого, было непросто привыкнуть к стилю и сценическому языку Театра на Таганке, поскольку у него за плечами была иная школа, идущая от «форм самой жизни». Начало его работы в труппе было связано с поисками пластической выразительности, точных интонаций, умением держать себя в безупречной физической форме. Постепенно раскрывался и его природный темперамент. Тем не менее в течение первых двух лет — вплоть до премьеры спектакля «Жизнь Галилея» — Высоцкий оставался в тени своих коллег. Зрители середины 1960-х выделяли работы Николая Губенко, Валерия Золотухина, Зинаиды Славиной. Высоцкий в ту пору в число «лидеров» театра и любимцев публики не входил.

### «Антимиры»

Афиша спектакля «Антимиры» Театра на Таганке, 1971 год

Репутация «Таганки» как поэтического театра стала укрепляться после выхода «Антимиров». По свидетельству Вениамина Смехова, Любимов говорил, что «все великие драматурги были поэтами», поэтому появление в театре Андрея Вознесенского в качестве члена художественного совета, а затем и автора выглядело закономерным. Изначально режиссёр предполагал подготовить вечер его стихотворений, которые должны были читать со сцены и Вознесенский, и артисты. Премьера постановки, именовавшейся «Поэт и театр», состоялась в январе 1965 года (тогда же Высоцкий стал актёром основного состава театра); в дальнейшем музыкально-поэтическая композиция прочно вошла в репертуар под другим названием — «Антимиры».

Сделали мы «Антимиры» очень быстро. За три недели. Половину спектакля играли мы, а потом сам Вознесенский, если он не был в отъезде (он всё время уезжает, больше всего на «периферию» — в Америку, в Италию...). Но иногда он возвращается оттуда, и бывают такие спектакли, когда он принимает участие в наших представлениях, в основном в юбилейных (сотом, двухсотом, трёхсотом, четырёхсотом, пятисотом).— Владимир Высоцкий — об «Антимирах»
Высоцкому, выходившему в «Антимирах» в массовых сценах, было доверено выступить также с несколькими индивидуальными номерами — он пел под гитару «Оду сплетникам» (музыку сочинил сам), читал фрагменты из поэмы «Лонжюмо» и стихотворение «Монолог актёра». Формат постановки позволял время от времени включать в неё новые произведения Вознесенского, поэтому позже в спектакле появилась «Песня акына» («Не славы и не коровы…»), которую Высоцкий нередко исполнял и на собственных концертах. В книге «Прорабы духа» Вознесенский, вспоминая о Высоцком, писал, что тот «до стона заводил публику ненормативной лексикой в монологе Ворона». Речь шла об отрывке из поэмы «Оза» — вольной вариации, написанной по мотивам стихотворения «Ворон» Эдгара По. Сцена с «Вороном» представляла собой диалог между порывистым романтиком (Вениамин Смехов) и саркастичной птицей, от лица которой произносил свои реплики Высоцкий, развалившийся с гитарой возле собеседника: «В час отлива возле чайной я лежал в ночи печальной, / говорил друзьям об Озе и величьи бытия. / Но внезапно чёрный ворон примешался к разговорам, / вспыхнув синими очами, он сказал: „А на фига?“». По замечанию Владимира Новикова, если вслушаться в текст, то в конце каждой строфы можно обнаружить иную, более «народную» рифму.
Выход «Антимиров» получил немалый резонанс в обществе — к примеру, в 1966 году журнал «Вопросы литературы» (№ 4) разместил на своих страницах статью о значении поэтического театра. В публикации упоминались и представление по стихам Вознесенского, и поставленный несколько позже спектакль «Павшие и живые», которые, по словам театроведа Юрия Рыбакова, «утверждают новый поэтический жанр». В то же время в РГАЛИ сохранилось письмо от зрителя из города Сочи, обратившегося после просмотра «Антимиров» к артистам театра с предложением: «Перестаньте играть для людей с извращёнными понятиями о нашей жизни и для всяких пошляков». Тем не менее театр дал более восьмисот представлений «Антимиров»; спектакль входил в репертуар «Таганки» до 1979 года.

### «Павшие и живые»

Афиша спектакля «Павшие и живые» Театра на Таганке, 1966 год

Следующим после «Антимиров» поэтическим спектаклем Театра на Таганке стали «Павшие и живые». Идея принадлежала Константину Симонову, он же пригласил соавторов: Давида Самойлова, Юрия Левитанского, Бориса Грибанова. Сценическая композиция в постановке Любимова и художественном оформлении Юрия Васильева была основана на стихах поэтов военного времени и песнях Михаила Анчарова, Владимира Высоцкого, Павла Когана, Юрия Левитанского, Сергея Крылова, Булата Окуджавы, Галины Шерговой.
Второго апреля 1965 года театр заключил с Высоцким договор на написание песен для этого спектакля. Владимир Семёнович сочинил для «Павших и живых» несколько песен, но Любимов взял в постановку только одну — «Солдаты группы „Центр“», не приняв такие произведения, как «Сколько павших бойцов полегло вдоль дорог…», «Мне этот бой не забыть нипочём…», «Братские могилы», «Высота». Как отмечал литературовед Владимир Новиков, режиссёр поставил перед Высоцким «интересную творческую задачу: написать песню от имени немецких солдат. Причём не карикатурную, а психологически убедительную, чтобы в ней прозвучала уверенность не знающей сомнений жестокой силы. И он нашёл для этого ритм — и музыкальный, и словесный: По выжженной равнине — / За метром метр — / Идут по Украине / Солдаты группы „Центр“».
Репетиции спектакля начались задолго до получения разрешения цензуры. Новому театру требовался свежий репертуар, времени на ожидание долгих согласований у Любимова не было. Несмотря на то, что все тексты, включённые в постановку, были ранее опубликованы, спектакль не был допущен к показу. Июньские и июльские премьеры 1965 года пришлось отменить; билеты, раскупленные на месяц вперёд, предлагались к возврату. Спектакль регулярно обсуждался в различных инстанциях: в Управлении культуры, в райкоме партии, на коллегии Министерства культуры СССР с участием Екатерины Фурцевой. Благодаря тому, что за «Павших и живых» вступились писатели-фронтовики, его премьера всё-таки состоялась 4 ноября 1965 года.
Мы впервые зажгли… Вечный огонь на сцене нашего театра, впервые в Москве.
Актёры спектакля играли роли без грима, не перевоплощаясь в своих героев, не повторяя их исполнительскую манеру, а пытаясь максимально достоверно донести до публики их стихи. В «Павших и живых» Высоцкий читал стихи Михаила Кульчицкого, пел песни поэтов Юрия Левитанского («Дорога») и Анатолия Вертинского («Каждый четвёртый»), играл роли Гитлера и Чаплина в новелле «Диктатор-завоеватель». Некоторое время после премьеры в спектакль входила новелла «Чиновник» (о событиях, связанных с фронтовой судьбой Эммануила Казакевича), где Высоцкий сатирически исполнял роль «энкавдэшника», но по настоянию чиновников Управления культуры осенью 1966 года эпизод был исключён из постановки. В 1972 году Высоцкий был введён на роль Семёна Гудзенко, стихами которого «Нас не нужно жалеть…» заканчивался спектакль. В финале «Павших и живых» в центре сцены зажигался Вечный огонь. Театральный художник Давид Боровский так описывал свои впечатления от увиденного в постановке: «Пламя огня? Неслыханно. Это было для меня ошеломляюще по дерзости театра. По сути, это был вызов! Священный огонь! Учтите, Вечного огня в Москве тогда ещё не зажгли…».
Театровед Наталья Крымова писала в журнале «Театр» в 1966 году: «Важно понять другое: как сливается в одно монолитное целое вся эта смесь разнородных отрывков — поэтических и прозаических, пантомимических и песенных. Как… рождается основная щемяще-чистая, пронзительно-высокая нота, которая… охватывает весь зал общим волнением, сжимает каждое сердце. Почему слезы на глазах. Почему боль пронизывает душу. Почему такая тишина. Почему, когда выходишь после спектакля на улицу, в шумный московский круговорот, вся жизнь города кажется вдруг по-новому осмысленной, устремленной к лучшему?». Театральный критик Константин Рудницкий так оценивал актёрскую работу поэта: «…конечно же, В. Высоцкий прав, когда читает стихи Кульчицкого о трудной работе войны, о чавкающей глине, о вспотевшей пехоте голосом гордым и возвышенным. Заложенная в юношах сила сопротивляемости трудностям оказалась беспредельной. <…> Так произнесена главная правда о нашем поколении на войне».

Это спектакль о жизни и смерти, о том, как мало отпущено человеку времени, — и почему-то первыми всегда уходят лучшие; спектакль о собственной причастности к событиям, о которых речь, о собственных невозвратимых потерях и незаживших ранах; спектакль о жертвах, которые приносились людьми сознательно, во исполнение высочайшего долга....— Владимир Высоцкий — о «Павших и живых»

### «Жизнь Галилея»

Афиша спектакля «Жизнь Галилея» Театра на Таганке, 1968 год

Приступив в 1966 году к работе над спектаклем «Жизнь Галилея» по пьесе Брехта, Любимов не сразу определился с выбором исполнителя главной роли. Вначале к репетициям был привлечён Николай Губенко, позже — Александр Калягин. Галилей, по режиссёрскому замыслу, должен был прожить свою сценическую историю в развитии, пройдя разные стадии — от гениальных прорывов до запоздалого раскаяния. В итоге выбор пал на двадцативосьмилетнего Владимира Высоцкого, находившегося в ту пору на этапе «энергичного становления». Режиссёра не смущало внешнее и возрастное несоответствие актёра и героя (в финале постановки Галилей был уже стариком) — ему казалось более важным умение исполнителя воплотить брехтовские «интеллектуальные задачки» об истине, о предательстве собственной идеи.
Высоцкий играл без грима и париков — возрастные изменения актёру надлежало передать за счёт внутренних, глубинных переживаний и метаморфоз, происходивших в сознании его персонажа. Брехтовские традиции, в русле которых шло становление Театра на Таганке, отличались от системы Станиславского. По Станиславскому, актёр на сцене должен «психологически пережить роль». В спектакле Любимова Высоцкий изображал Галилея — ставка делалась на «условность театрального искусства». По воспоминаниям актрисы Аллы Демидовой, «Галилей у Высоцкого не стареет. Игрался не характер, а тема. Тема поиска и сохранения истины».
Премьера спектакля «Жизнь Галилея» состоялась 17 мая 1966 года. Постоянные зрители «Таганки», пришедшие в театр, ждали режиссёрских находок, но даже их поразило начало постановки: Галилей-Высоцкий появился на сцене с оптическим инструментом, посмотрел через подзорную трубу в небо, затем взлетел на стол и сделал первый трюк — стойку на руках. Находясь в этом положении, герой начал свой длинный монолог о том, что две тысячи лет подряд люди верили, будто Солнце и все небесные тела вращаются вокруг Земли.

Молодой мужчина, здоровый, уверенный в себе — это Галилей Высоцкого. Он плебей с чувством собственного достоинства и не считает нужным сдерживаться, если хочется стукнуть кулаком по столу, сдёрнуть с него скатерть, но кто-то разглядел в нём московского Гамлета. <…> Галилей Высоцкого живёт как бы ради самого себя и только сам, в цельности души и тела, характера и мысли, нужен жизни. Высоцкий играл человека, гордого своим явлением в мир. 
Постановка получила немало откликов в прессе. В числе тех, кто не понял любимовскую трактовку пьесы Брехта, был обозреватель журнала «Коммунист», утверждавший, что «Галилей в этом спектакле слишком мелок, он превратился в некоего эпикурейца провинциального масштаба, для которого вино, женщины, наука одинаково важны (или не важны)». В то же время учёный-физик Дмитрий Блохинцев отправил Любимову письмо с признанием, что, несмотря на несоответствие образа главного героя «исторической правде», он принял «таганского» Галилея: «Высоцкий увлёк меня и убедил меня своей страстной игрой». Через семь лет после премьеры Высоцкий написал для художественного фильма «Бегство мистера Мак-Кинли» «Балладу о Кокильоне», содержащую, в частности, строки: «Но, мученик науки, гоним и обездолен, / Всегда в глазах толпы он — алхимик-шарлатан». Образ учёного-изгоя, «непонятого титана», стремящегося добраться до истины, в какой-то мере соотносится с судьбой и характером сценического Галилея, считает Анатолий Кулагин.

### «Послушайте!»
Эта композиция интересна тем, что мы совсем под другим углом смотрим на Маяковского. В нём все привыкли видеть «агитатора, горлана и главаря», а мы затронули много его человеческих черт.
Во второй половине 1966 года в Театре на Таганке начались репетиции спектакля «Послушайте!» по произведениям Маяковского. Юрий Любимов решил показать, что поэт был не только «агитатором и трибуном», но и живым, сомневающимся, мечущимся человеком. По версии режиссёра, такой образ можно было создать с помощью пятерых разных актёров, показывающих разные стороны натуры Маяковского. Одну из ипостасей — «в кепке, с бильярдным кием» — надлежало воплотить Высоцкому. Возможно, эта грань в связке «Маяковский — Высоцкий» показалась Любимову органичной после появления «Песни о сентиментальном боксёре», в которой Владимир Семёнович весьма непринуждённо обыграл классические строки: «И жить хорошо, и жизнь хороша!». Пять граней характера Маяковского показывали актёры Владимир Насонов, Вениамин Смехов, Валерий Золотухин, Борис Хмельницкий и Владимир Высоцкий. Репетиции проходили тяжело и подолгу, пьеса, как это часто происходило на «Таганке», видоизменялась прямо по ходу работы, на «живых пробах», и к апрелю 1967 года спектакль всё ещё окончательно не был готов.
Прогон спектакля перед цензорами вызвал массу нареканий — в постановке была показана конфронтация Маяковского с бюрократией, а чиновники «от культуры» не хотели, чтобы происходящее на сцене хоть как-то было похоже на их «сегодняшний день». В «прекрасном советском настоящем» не должны были обнаружиться проблемы, о которых «поэт революции» говорил около полувека назад. За спектакль вступились Алексей Арбузов, Михаил Анчаров, Григорий Чухрай, Николай Эрдман, Виктор Шкловский, Лев Кассиль. Лиля Брик на одном из обсуждений также высказалась в защиту представления: «Этот спектакль мог поставить только большевик и сыграть только комсомольцы». Шестнадцатого мая 1967 года премьера всё же состоялась.
Театральный сезон в 1966 году у Театра на Таганке закончился 12 июля. По его итогам Юрий Любимов получил 1-ю премию как режиссёр спектаклей «Жизнь Галилея» и «Послушайте!», Высоцкому вручили 2-ю премию — за актёрскую работу, 3-ю премию актёров разделили Золотухин и Смехов.

### «Пугачёв»

Афиша спектакля «Пугачёв» Театра на Таганке

Согласно воспоминаниям Марины Влади, её знакомство с Высоцким-актёром произошло в 1967 году на репетиции драматической поэмы «Пугачёв». В Театр на Таганке французскую гостью пригласили устроители кинофестиваля, пообещав показать, как работает один из «самых удивительных» артистов — Владимир Высоцкий. Впоследствии Влади писала: «На сцене неистово кричит и бьётся полураздетый человек. От пояса до плеч он обмотан цепями. Ощущение страшное. <…> Как и весь зал, я потрясена силой, отчаянием, необыкновенным голосом актёра». Премьера спектакля «Пугачёв» по одноимённой поэме Сергея Есенина состоялась несколько месяцев спустя, в ноябре того же года. Высоцкий играл в постановке роль беглого каторжника Хлопуши, рвущегося к предводителю восстания: «Уже три ночи, три дня, пробираясь сквозь тьму, / Я ищу его лагерь, и спросить мне некого. / Проведите ж, проведите меня к нему, / Я хочу видеть этого человека!».
Роль Хлопуши была небольшой — всего сто строк, однако эпизод, связанный с этим персонажем, стал, по словам Натальи Крымовой, кульминацией всего спектакля. Сцена, во время которой герой рвался в цепях, сопровождалась «жутким кандальным звоном». Сравнивая сохранившуюся запись монолога Хлопуши в исполнении Сергея Есенина с той же речью, произносимой Высоцким, Крымова обратила внимание не только на «родство душевных движений» двух поэтов, но и на определённые пересечения в их судьбах — у того и другого был «свой „чёрный человек“ и своя „Русь уходящая“, и нежность к слову, и надрыв, и внутренняя песенность стиха, и — временами — неизлечимая, ничем не заливаемая тоска».

В этом спектакле я играю Хлопушу, беглого каторжника, и меня там швыряют, кидают по цепям вперёд-назад по станку. Бросаешься голым телом на эти цепи, иногда бывает больно. Однажды, когда ввели новых актёров, меня просто избили до полусмерти. Они не умели работать с цепью; там надо всё репетировать. Цепь нужно держать внатяжку, а они меня просто били по груди настоящей металлической цепью. Топоры у нас тоже настоящие...— Владимир Высоцкий — о спектакле «Пугачёв»
В спектакле Высоцкий выступил не только как актёр, но и как поэт. В число персонажей «Пугачёва» входили трое мужиков, не принимавших участия в основном действии. Они стояли на сцене с крестьянскими музыкальными инструментами — балалайкой, ложками, жалейкой — и выполняли роль своеобразного фона. Однако именно они, безучастно взирающие на происходящие в поэме события, призваны были показать: пока что «народ безмолвствует», однако в любой момент мизансцена может измениться, и тогда сторонние наблюдатели станут участниками бунта. Для этих героев Высоцкий написал куплеты: « — Ну, что, Кузьма? / — А что, Максим? / — Чего стоймя / Стоим глядим? — / Да вот глядим, / Чего орут, — / Понять хотим, / Про что поют». В постановку вошёл сокращённый вариант куплетов.

### «Добрый человек из Сезуана»
В конце шестидесятых годов Николай Губенко покинул Театр на Таганке, отдав своё предпочтение режиссёрской работе. Главная мужская роль безработного лётчика Янг Суна в спектакле, с которого началась творческая жизнь «Таганки», вначале перешла к Анатолию Васильеву, затем (в мае 1969 года) на неё был введён и Владимир Высоцкий. Ранее он уже играл в этом спектакле роли Второго бога, Племянника и Мужа. Главную женскую роль (Шен Те) в спектакле исполняла Зинаида Славина.
Приступать к работе над образом персонажа в сложившейся постановке, когда рисунок роли уже определён первым исполнителем, всегда тяжело, отмечала Алла Демидова: «Ведь он роль кроил на себя». Поэтому на первых порах Высоцкий, вероятно, выглядел в роли китайского лётчика не столь ярко и эффектно, как Губенко. Если у Губенко Янг Сун был представлен как сильный, мощный человек, внутренняя драма которого обнажалась резко и экспрессивно, то у героя в исполнении Высоцкого характер раскрывался иначе — «рывками, толчками, нервным пунктиром». При этом в отдельных репликах, с болью произносимых сумрачным Янг Суном-Высоцким, уже угадывались черты будущего Гамлета. Высоцкий играл роль Янг Суна в «Добром человеке…» до мая 1980 года; спектакль неоднократно вывозился на гастроли, в том числе в Болгарию (1975) и Германскую Демократическую Республику (1978).

### «Берегите ваши лица»
В 1969 году Театр на Таганке начал работу над новой музыкально-поэтической композицией по произведениям Андрея Вознесенского, получившей название «Берегите ваши лица». Постановка представляла собой открытую репетицию, в ходе которой зрители могли наблюдать, как режиссёр, сидевший в десятом ряду, разговаривал с актёрами, давал им рекомендации, просил повторить фрагменты исполняемого стихотворения или песни. Зал во время всего представления оставался освещённым. Как объяснял впоследствии Любимов, такой формат спектакля — без заданной драматургии, с элементами импровизации — позволял показать публике «театральную кухню», погрузить зрителей в творческую лабораторию «Таганки».

Очередь за билетами в Театр драмы и комедии на Таганке. 1967 год

У Высоцкого в постановке было несколько номеров. Он открывал представление своей «Песней о нотах» («Я изучил все ноты от и до…»), читал стихотворение Вознесенского «Я — в кризисе. Душа нема» и исполнял ещё одно собственное произведение — «Охоту на волков». Эта песня, написанная во время съёмок художественного фильма «Хозяин тайги», являлась своеобразным откликом на газетную кампанию 1968 года, когда сразу в нескольких изданиях появились публикации, в которых дискредитировалось песенное творчество Владимира Семёновича. Так, авторы статьи «О чём поёт Высоцкий» («Советская Россия», 1968, 9 июня) утверждали, что в его произведениях «под видом искусства преподносятся обывательщина, пошлость, безнравственность». В статье «С чужого голоса» («Тюменская правда», 1968, 7 июля) Высоцкий был назван автором «грязных и пошлых песенок, воспевающих уголовщину и аполитичность». В публикации «Прекрасное — в каждый дом» («Правда», 1968, 14 апреля) упоминалось про записи, в которых исполнитель «сипло причитает дикие блатные песенки и смакует воровской жаргон». Любимов не скрывал, что, включив «Охоту на волков» в постановку «Берегите ваши лица», он сделал попытку «легализовать Высоцкого».
Репетиции спектакля шли в течение двух месяцев. 28 января 1970 года состоялся прогон, а неделю спустя композиция «Берегите наши лица» была представлена Главному управлению культуры. Высоцкий, по словам работавшего с театром композитора Юрия Буцко, пел «Охоту…» («Обложили меня, обложили…») с отчаянием и драматизмом. Во время выступления актёр словно парил в воздухе, держась руками за металлический канат. Когда номер закончился, зрители потребовали повторить песню, и актёр вновь исполнил её с тем же накалом. При обсуждении постановки — среди прочих претензий со стороны чиновников — было высказано весьма резкое замечание по поводу смешения на сцене «высокого и низкого стиля»: «Как это можно — то Бах звучит у вас, то — Высоцкий…». Кроме того, участников обсуждения насторожил палиндром Вознесенского «А Луна канула», который по предложению поэта был размещён над сценой. В этом перевёртыше чиновники увидели намёк на упущенное первенство при реализации советской лунной программы. Спектакль «Берегите ваши лица» был показан зрителям три раза и запрещён навсегда.

В наш театр сейчас практически невозможно достать билет. По два-три месяца люди стоят в очередях. Бывает даже, что ночуют около театра. <...> Поэтому руки не подымаются играть вполсилы, спустя рукава, даже если ты устал. Поэтому у нас актёры играют с полной отдачей, отдавая всего себя в благодарность зрителю за любовь такую. — Владимир Высоцкий — о Театре на Таганке

### «Гамлет»

#### История спектакля

Программка спектакля «Гамлет»

В июне 1970 года, заполняя распространявшуюся в театре анкету, Высоцкий признался, что самым радостным событием для него стала бы премьера «Гамлета». Запись была сделана за несколько месяцев до распределения ролей (оно состоялось 5 сентября) и начала непосредственной работы над спектаклем. Позже, во время обсуждения постановки в Главном управлении культуры Моссовета, Любимов объяснял чиновникам, что изначально стремился снять в своей постановке с Шекспира налёт «театральщины», убрать у героя «мантию величия»: «Поэтому я и назначил на роль Гамлета не Филатова, а Высоцкого. Это актёр очень земной, человечный. Он весь — плоть от плоти, с улицы».
Начало работы над «Гамлетом» было тяжёлым. Первая репетиция состоялась 11 января 1971 года. Затем возникла пауза, связанная со срывом и госпитализацией исполнителя главной роли; своё 33-летие, отмечавшееся 25 января, Высоцкий встретил в больнице имени Кащенко. За время его отсутствия Любимов предложил поработать над ролью принца датского Леониду Филатову, Дальвину Щербакову, Валерию Золотухину. Высоцкий, вернувшись в театр в конце месяца и получив строгие предупреждения по линии месткома и других инстанций, принёс извинения и в то же время заявил, что если у него появятся дублёры, он от участия в спектакле откажется.
Через несколько месяцев, в мае, одна из репетиций едва не завершилась трагедией: в сцене погребения Офелии, проходившей под звуки траурной музыки, на участников постановки внезапно обрушилась конструкция весом не менее полутора тонн. Массивная балка, упав на гроб героини, разрушила его, а тяжёлый занавес накрыл всех, кто участвовал в «похоронной процессии»; несколько артистов получили небольшие травмы. После этой истории часть декораций пришлось возводить заново, и выпуск спектакля, намеченный на июнь, был отложен до поздней осени.
Премьера «Гамлета» состоялась 29 ноября 1971 года. Зрители, входившие в зал, имели возможность познакомиться с очередной режиссёрской новацией: Гамлет-Высоцкий в ожидании третьего звонка уже сидел на сцене в джинсах и свитере, негромко играя на гитаре. Алла Демидова, исполнявшая в постановке роль Гертруды, писала впоследствии, что не может вспомнить, кто именно предложил использовать в качестве костюма для Гамлета повседневную одежду 1970-х годов: «Думаю, это произошло потому, что в то время мы все так одевались. <…> Только цвет костюма был чёрный — чёрные вельветовые джинсы, чёрный свитер ручной вязки». Начало премьерного спектакля задержали на пятьдесят минут, потому что толпа молодёжи, не сумевшей приобрести билеты, прорвалась в театр «штурмом».

Мне повезло, что я играл Гамлета, находясь именно в том возрасте, который отмечен у датского принца Шекспиром. Я чувствовал себя его ровесником. Я играл не мальчика, который не знает, что ему нужно. Он воспитывался с детства быть королём. Он был готов взойти на трон.— Владимир Высоцкий
Ситуация, когда Любимов, недовольный частыми отлучками Высоцкого, вновь задумался о необходимости ввести на роль Гамлета второго исполнителя — Валерия Золотухина, повторилась через несколько лет. В дневниках Золотухина упоминается, что приказ о его назначении на роль появился в Театре на Таганке 14 декабря 1975 года. Реакция в труппе на эту новость была прохладной: «Косые видел взгляды, зависть. Никто не поздравил, не выразил благожелательства». Сам Высоцкий, узнав о решении режиссёра, сообщил Валерию Сергеевичу, что в случае появления «второго Гамлета» уйдёт из театра: «Будь у тебя такой спектакль, шеф бы ко мне с подобным предложением не обратился бы, зная меня и мою позицию в таких делах». Осенью 1976 года Любимов в разговоре с Золотухиным объяснил, что он, рассчитывая на долгую жизнь постановки, хотел, чтобы в труппе был второй артист, готовый к роли.
В течение девяти лет Высоцкий сыграл Гамлета в СССР и во время зарубежных гастролей более двухсот раз (ряд спектаклей был отменён). Последний его выход на сцену в образе принца датского состоялся за неделю до смерти — 18 июля 1980 года, предпоследний — 13 июля. Алла Демидова записала в те дни в своём дневнике, что Владимир Семёнович чувствовал себя плохо, принимал лекарства; за кулисами постоянно находился врач из бригады «Скорой помощи». Несмотря на духоту и явную слабость, Высоцкий, по свидетельству актрисы, пребывал «в мягком, добром состоянии, редком в последнее время». Следующий спектакль, запланированный на 27 июля, был отменён. По словам Юрия Любимова и директора Театра на Таганке Николая Дупака, никто из зрителей не сдал в кассы неиспользованные билеты и не потребовал возврата денег. По другим данным, несколько билетов были всё-таки возвращены после похорон Высоцкого; их забрали себе на память артисты театра. При прощании с «таганским Гамлетом» над сценой, где стоял гроб, был повешен занавес из спектакля. Хоронили Высоцкого в костюме принца датского, а в зале, перемежаемые музыкой, звучали отрывки из его монолога: «Что человек, когда его желанья — / Еда и сон? Животное, не боле…». После смерти исполнителя главной роли спектакль был снят с репертуара.

#### Главная роль

В. Высоцкий в спектакле «Гамлет» Театра на Таганке

В день премьеры «Гамлета» в Театре на Таганке побывал Иннокентий Смоктуновский, сыгравший принца датского в картине Григория Козинцева (1964). После спектакля артист оценил увиденное фразой: «Это можно принимать, можно не принимать, но с этого дня играть Гамлета так, как играли раньше, уже нельзя!». По замечанию театроведа Вадима Гаевского, постановка, осуществлённая Любимовым, весьма опосредованно напоминала о шекспировской эпохе; его спектакль был в большей степени близок «театру улицы». Другое новаторство было связано с переводом. Взяв за основу перевод Бориса Пастернака, режиссёр предложил трактовку, в которой многие гамлетовские посылы расшифровывались через тексты этого поэта.
В сценарии спектакля, хранящемся в РГАЛИ, содержатся режиссёрские тезисы, согласно которым за десять минут до начала спектакля Гамлет должен выйти на сцену, сесть возле стены и ждать зрителей. Подобным образом несколькими десятилетиями ранее — в 1911 году — находился возле рампы в Московском художественном театре другой исполнитель роли Гамлета — Василий Качалов (постановка Крэга). Рассказывая о впечатлениях, возникающих при появлении Гамлета-Высоцкого, театровед Татьяна Бачелис писала, что входившие в зал зрители не догадывались, что действо уже началось и они тоже в нём участвуют. Высоцкий, державший в руках гитару, казался публике близким знакомым, однако обратиться к нему с репликой из зала было невозможно, потому что он «словно бы пребывал в другом измерении. И ему одному принадлежало священное право соединить иное, шекспировское, измерение — с нашим, обыденным».

Голос Высоцкого как инструмент, он задаёт тон спектаклю. У него тон агрессивной и беззащитной естественности. У него обертон неслыханной, необычной судьбы. <...> В роли Высоцкого понятны внутренние мотивы и таинственен внутренний свет. «Я один, всё тонет в фарисействе», — поёт он в отчаянии пастернаковские стихи. И заканчивает горестно-спокойно: «Жизнь прожить — не поле перейти». <...> Высоцкий играет юношу на войне, драму юности, принесённой в жертву. 
Рецензенты дали немало оценок «таганскому Гамлету». Непосредственно после премьеры театровед Алексей Бартошевич написал на страницах «Советской культуры» (1971, 14 декабря), что герой Высоцкого пребывает в состоянии подлинной скорби: «Боль его за человечество — не какая-нибудь философически-умозрительная, самая настоящая боль, сгибающая пополам, останавливающая сердце». Критик Константин Щербаков отмечал, что Гамлет в исполнении Высоцкого менее всего напоминает «холодно-классичного» персонажа — это герой, чувства и мысли которого по-человечески близки любому думающему зрителю. Искусствовед Александр Аникст назвал Гамлета-Высоцкого «колючим парнем», театровед Видмантас Силюнас — «опасным молодым человеком», Алла Демидова — «вожаком».
Высоцкий играл в этом спектакле не только как актёр, но и как поэт. Через год после премьеры он написал стихотворение «Мой Гамлет», рассказывающее одновременно об авторе и его сценическом герое. Лирический сюжет произведения, по мнению высоцковеда Анатолия Кулагина, делится на три условные части. Вначале читатель знакомится с не знающим сомнений «принцем крови», утверждающим: «Я знал: всё будет так, как я хочу». Затем начинается время переосмысления прежних ценностей и поисков ответа на знаменитый гамлетовский вопрос: «Я бился над словами „быть, не быть“». Ближе к финалу обозначается стремление найти выход из тупика, причём в отдельных строчках («Но в их глазах — за трон я глотку рвал / И убивал соперников по трону») выявляется родство лирического героя и персонажей ранних («блатных») песен Высоцкого. Концовка стихотворения показывает, что мир устроен слишком сложно для поэта, бьющегося над вечными загадками бытия: «А мы всё ставим каверзный ответ / И не находим нужного вопроса».

### «Вишнёвый сад»

В. Высоцкий в спектакле «Вишнёвый сад» Театра на Таганке

В 1975 году Любимов уехал в Милан для работы над оперой Луиджи Ноно «Под жарким солнцем любви». Для того, чтобы в труппе не было простоя, в Театр на Таганке пришёл приглашённый режиссёр Анатолий Эфрос, выбравший для постановки пьесу Чехова «Вишнёвый сад». Изначально предполагалось, что роль купца Ермолая Алексеевича Лопахина достанется Высоцкому, однако тот находился в отъезде, и в феврале к репетициям был привлечён артист Виталий Шаповалов. Владимир Семёнович вернулся в Москву в конце мая и почти сразу включился в работу над спектаклем. Как рассказывал позже Эфрос, Высоцкий быстро сумел понять поставленную задачу: «Когда он начинал репетировать, это было что-то неимоверное». Шаповалов отреагировал на отстранение от роли весьма болезненно, заявив, что откажется выходить на замену в случае очередного отбытия Высоцкого в Париж.
По замыслу Эфроса, сквозной темой спектакля должна быть многолетняя влюблённость Лопахина во владелицу имения Любовь Андреевну Раневскую, которую сыграла Алла Демидова. Она вспоминала, что жизнь Высоцкого в ту пору была заполнена любовью, и отсвет этого чувства перешёл на рисунок роли — Лопахину передались и нежность, и страстность актёра. Монологи своего героя он произносил как стихи, интонацией создавая в прозаическом тексте музыкально-поэтический ритм. Сцена, когда Лопахин, ставший новым хозяином сада, появился в доме Раневской, была сыграна Высоцким с трагическим накалом, на «уровне лучших его песен». Душевное смятение героя отражалось и в пластике — его бросало в разные стороны то ли от опьянения, то ли от потрясения. Финальные эпизоды Высоцкий исполнил, «как смерть души и смерть любви». Купец-победитель в трактовке Эфроса и Высоцкого выглядел мучеником, потому что Раневскую, утратившую сад, ждал Париж, а Лопахин оставался со своей безответной и неизжитой любовью.
Седьмого июня прошёл черновой прогон спектакля, на который из Италии прибыл Любимов. Он раскритиковал постановку, заявив, что «Вишнёвый сад» с его утончённостью не соотносится с духом и эстетикой «Таганки». На премьере, состоявшейся 30 июня 1975 года, Любимов не появился. Театральное сообщество по-разному оценило спектакль в целом и игру Высоцкого — в частности. Так, Валерий Золотухин не отнёс роль Лопахина к числу удачных работ своего коллеги, назвав его финальный монолог «неорганизованным криком», а движения — «нелепыми и зажатыми». Драматург Александр Володин, напротив, заявил, что до эфросовского «Вишнёвого сада» воспринимал Лопахина линейно, как купца-губителя, которому «всё равно — всё под топор». Отношение к герою изменилось после того, как Володин увидел Лопахина-Высоцкого: «Он любит Раневскую. Он любит её. <…> Он был самый положительный персонаж в этом спектакле».

Лопахин-Высоцкий в новеньком, с иголочки, светлом — цвета сливок — костюме, элегантный, умный, ироничный, был, как ни парадоксально это прозвучит, единственным подлинным аристократом духа среди всех этих духовно нищих и эмоционально глухих кладбищенских жителей.— Константин Рудницкий

### «В поисках жанра»
Смотрят его с громадным интересом и удовольствием люди везде. Сначала зрители были в недоумении, а потом, сейчас в Москве, я думаю, это самое популярное зрелище нашего театра.
Актёры «Таганки» часто выступали перед зрительской аудиторией не только с фрагментами из спектаклей, входивших в регулярный репертуар театра, но и с номерами собственного сочинения. Кроме Высоцкого, в труппе хорошо пели Валерий Золотухин, Дмитрий Межевич, Иван Дыховичный; Леонид Филатов славился своими пародийными сочинениями. Вениамин Смехов писал: «Ни один театр до нас (и по сегодня) не мог бы похвастаться такой врождённой особенностью: команда Любимова состояла из актеров с чёрточкой… Актёр — поэт. Актёр — прозаик. Певцы, музыканты, мимы, киномастера…». Однажды из-за болезни актрисы Зинаиды Славиной был отменён спектакль «Мать», и режиссёр предложил зрителям посмотреть концерт, составленный из отдельных актёрских номеров. Впоследствии эти «срезки» (изначальное название постановки) были объединены в один концерт-спектакль, поддержанный Любимовым. Представление числилось вне репертуара, считалось своеобразным «спутником афиши» и исполнялось 4—5 раз в месяц, после основных спектаклей или на выезде. Название композиции — «В поисках жанра» — опиралось на незадолго до этого опубликованную повесть Василия Аксёнова «Поиски жанра».
Премьера постановки «В поисках жанра» состоялась 22 июня 1978 года. Спектакль открывался песней Высоцкого «Мы вращаем Землю». Представление, изначально не имевшее заданного сценария, состояло из постоянно меняющихся, фактически концертных номеров. Показы спектакля-концерта были хорошим финансовым подспорьем для театра — постановка была создана и проводилась практически без затрат. Высоцкий на своих концертах называл этот спектакль «В поисках себя» и считал, что труппа Театра на Таганке придумала «новую форму театрального действа».

### «Преступление и наказание»
В конце 1970-х годов Высоцкий, занятый киносъёмками, концертной деятельностью, литературным творчеством, стал постепенно отдаляться от театра. Последней его сценической ролью стал Аркадий Свидригайлов в спектакле «Преступление и наказание», премьера которого состоялась 12 февраля 1979 года. Современники по-разному оценивали работу актёра над этой ролью. Валерий Золотухин писал, что Высоцкий во время первой же репетиции взял «хороший тон». Алла Демидова утверждала, что репетировал он без особого энтузиазма, хотя сыграл в итоге ярко и мощно. Герой Достоевского стал причиной серьёзной размолвки между Владимиром Семёновичем и его давним товарищем Иваном Дыховичным, которому режиссёр поручил работать в спектакле в качестве дублёра Высоцкого. Ряд элементов постановки (например, гитара в руках у персонажа) вызвал претензии со стороны критиков. В то же время Любимов назвал роль Свидригайлова лучшей в театральной биографии Высоцкого, поставив её даже выше Гамлета.
Сам Высоцкий в разговоре с автором инсценировки «Преступления и наказания» Юрием Карякиным упоминал, что при работе над ролью ему важно было найти самое больное место в судьбе персонажа: «Правда только там, где прорывается боль». Владимир Семёнович играл Свидригайлова как человека, который мрачен не от самодовольства, а от понимания, что у него нет будущего, что его жизненный путь фактически завершён. Впоследствии этот посыл рассматривался театроведамим как предчувствие Высоцким неизбежности скорого ухода: «Этой работой актёр прощался со сценой и зрителем». В спектакле звучал фрагмент песни «Она была чиста, как снег зимой…», представлявшей собой стилизацию под старинный романс. Включение в постановку этого произведения, написанного Высоцким ещё в конце 1960-х годов, удивило и публику, и Юрия Карякина. По словам Константина Рудницкого, романс в исполнении Свидригайлова был звеном, необходимым для развития образа: персонаж, «существующий уже как бы за этой гранью», мог позволить себе не торопиться и гитарным аккордом продлить оставшиеся минуты жизни.
Последний раз Высоцкий играл Свидригайлова 12 июля 1980 года. Следующий спектакль «Преступление и наказание» был назначен на 21 июля. Актёр появился в театре, но выйти на сцену, по словам второго исполнителя роли Свидригайлова Михаила Лебедева, уже не смог и был заменён. Встретившая Владимира Семёновича заведующая отделом кадров Елизавета Авалдуева обратила внимание на его необычайную бледность. На её вопрос о самочувствии Высоцкий ответил: «Елизавета Иннокентьевна, я скоро умру».

Этот человек уже оттуда, потусторонний такой господин. И даже у самого Достоевского написано в дневниках, что он должен выглядеть как привидение с того света, тем более что он всё время ведёт разговоры о привидениях. Так что я знаю, как там, на том свете, в потустороннем мире, что там происходит.— Владимир Высоцкий — о Свидригайлове

### Спектакль «Владимир Высоцкий»

Алла Демидова, Виталий Шаповалов, Леонид Филатов и Юрий Любимов на репетиции спектакля «Владимир Высоцкий», 1981 год.

Последняя роль, с которой актёр появился на «таганской» сцене, была посмертной — речь идёт о постановке «Владимир Высоцкий». Через несколько дней после похорон Владимира Семёновича, 1 августа 1980 года, был собран худсовет театра, чтобы обсудить содержание посвящённого ему спектакля-воспоминания. На этом заседании рассматривались разные варианты сценария и названия композиции. Участники предлагали назвать спектакль «Москва прощается с Высоцким», выдвигали идеи, касающиеся инсценировки песен Высоцкого и использования записей его театральных монологов. Постановка, по словам Юрия Любимова, должна была «утвердить Высоцкого как поэта».
Непосредственная работа над спектаклем началась в октябре 1980 года. В апреле 1981 года Юрий Любимов и директор «Таганки» Николай Дупак обратились в Главное управление культуры исполкома Моссовета с просьбой закрепить в репертуарном плане театра спектакль «Владимир Высоцкий». К заявлению прилагались сценарий и тексты песен Высоцкого. Пока согласование композиции шло по инстанциям, в КГБ СССР был составлен документ № 1747-А от 13 июля 1981 года, в котором, в частности, отмечалось, что Любимов готовит постановку, в которой «пытается с тенденциозных позиций показать творческий путь Высоцкого, <…> представить актёра как большого художника-борца, якобы незаслуженно и нарочито забытого властями».
За несколько дней до первой годовщины со дня смерти актёра Главное управление культуры разрешило театру сыграть один спектакль — при условии, что авторы сценария учтут многочисленные замечания, связанные в основном с песенными текстами Высоцкого. Так, чиновники предложили Любимову изъять из постановки строки «Хоть душа пропита…», убрать четверостишие «У меня гитара есть…», вместо песни «Бал-маскарад» включить «Песенку ни про что, или Что случилось в Африке», в строчке «Чемодан мой от водки ломится» произвести замену слов, чтобы в итоговом варианте звучало «Чемодан от боржоми ломится», сократить «Инструкцию перед поездкой за рубеж, или Полчаса в месткоме» и так далее.
Спектакль «Владимир Высоцкий» (в версии Юрия Любимова) был официально показан зрителям всего один раз — 25 июля 1981 года. Для включения его в репертуар театра требовались дополнительные согласования, в том числе через Министерство культуры СССР. Не имея официального разрешения на показ, режиссёр начал устраивать закрытые прогоны, приглашая на них представителей творческой интеллигенции. В ноябре 1981 года Главное управление культуры выпустило приказ № 326-а, в котором Любимову и Дупаку «за грубое нарушение установленного порядка приёма и показа новых постановок» был объявлен строгий выговор. Ситуация вокруг спектакля нашла отражение и в документе ЦК КПСС от 10 ноября 1981 года «О поведении режиссёра Ю. П. Любимова в связи с подготовкой спектакля „Владимир Высоцкий“ в Театре на Таганке», в котором — в том числе — указывалось, что «поэтическое и песенное наследие Высоцкого неравноценно и весьма противоречиво, что было обусловлено его мировоззренческой ограниченностью». Официальное разрешение на выпуск постановки «Владимир Высоцкий» было дано уже во время перестройки — в 1988 году.
Спектакль «Владимир Высоцкий» был создан на основе песен поэта. Авторы сценария решили обойтись без фрагментов из его спектаклей и фильмов, не стали включать в постановку ни фотоколлажи, ни документальную хронику. Идея композиции заключалась в том, что её главным героем должен быть голос Высоцкого — благодаря магнитофонным записям возникало ощущение «живого присутствия» артиста на сцене. Открывалась постановка вторым куплетом песни «Прерванный полёт» («Он начал робко с ноты до, / Но не допел её, не до…»), которая, по словам Вадима Гаевского, воспринималась как автопортрет Высоцкого — в ней он был представлен и как провидец, и как трагик. В то же время благодаря лирической интонации обнаруживалось, что «Высоцкий уличный, брутальный таил в себе Высоцкого — принца поэтов». В финале спектакля звучали «Кони привередливые».

Давид Боровский, как всегда, был на высоте, он придумал подвижную декоративную установку из стульев партера, которую можно было поднимать и опускать, вертеть вдоль и поперёк, устанавливать по горизонтали, вертикали и диагонали. Опустевшие стулья точно сами пришли в движение, точно искали Высоцкого и повсюду наталкивались на пустоту.

## Радиоспектакли
Участие в фильме «Вертикаль» привело к тому, что песни Высоцкого зазвучали на радио. На IV съезде Союза композиторов СССР Дмитрий Кабалевский обвинил работников радио в том, что они выпускают в эфир «низкопробную продукцию» — именно так он охарактеризовал «Песню о друге». Его доклад был опубликован в № 3 журнала «Советская музыка» за 1968 год. Тем не менее голос Высоцкого постоянно звучал на радио, но уже в другой ипостаси — в радиоспектаклях. Первой подобной работой с его участием стал в 1966 году спектакль из репертуара Таганки — «Добрый человек из Сезуана», в постановке на радио Якова Ромбро. Следующей радиопостановкой, в которую пригласили Владимира Семёновича, стала «Моя знакомая» по пьесе Иоахима Навотного (режиссёр Вольфганг Шонендорф). Роль была главная, Высоцкому предстояло озвучивать Шольта, но пьеса оказалась незамысловатой, с простым сюжетом и без интересного материала для актёрской игры. Несмотря на то, что в постановке принимали участие известные актёры — Вячеслав Невинный, Татьяна Пельтцер, спектакль не удался.
Всего в творческой биографии Владимира Высоцкого было девять радиоспектаклей. В большинстве он играл главные роли, относясь к этому виду творчества очень ответственно. Радиоспектакли требуют от актёра специфичной игры и особого мастерства — игры голосом. Голос Высоцкого, окраска, интонации, паузы объединялись в хорошо узнаваемое слушателями «звуковое лицо». В 1970 году он сыграл сразу в двух спектаклях — исполнил роль Сухэ-Батора в «Богатырь монгольских степей» (режиссёр Ф. Берман, пьеса К. Тарасенко и П. Беличенко) и роль Адама Кукхофа в «Альта — пароль срочного вызова» (режиссёр Владимир Иванов, пьеса С. Демкина и Т. Фетисова). По мнению Виктора Бакина, роль Сухэ-Батора была «несомненной творческой удачей» Высоцкого.
Во второй половине 1971 года были записаны два радиоспектакля — «Зелёный фургон» по повести Александра Козачинского и «За Быстрянским лесом» по роману Василия Шукшина «Любавины». Постановщик «Зелёного фургона» Борис Тираспольский задействовал в спектакле Олега Ефремова, Евгения Весника, Всеволода Абдулова. Высоцкий сыграл роль Красавчика и спел две песни — «Такова уж воровская доля» и собственную — «Нет друга, но смогу ли…». В 1975 году вышла пластинка «Зеленый фургон» с записью спектакля («Мелодия» М50 36677-8). Образ Кондрата Любавина в постановке по Шукшину, созданный Высоцким, критики признали неудачным.
Знакомство Анатолия Эфроса и Высоцкого в 1975 году, во время постановки в Театре на Таганке «Вишнёвого сада», привело к тому, что режиссёр пригласил актёра участвовать в трёх своих радиоспектаклях. Первым стал «Мартин Иден» по одноимённому произведению Джека Лондона в 1975 году, затем в конце 1978 года — «Незнакомка» по Блоку. «Каменный гость» по пьесе Пушкина был записан Высоцким в начале 1979 года. Роль Мартина Идена, по мнению Марка Цыбульского, оказалась «наиболее близка самому Высоцкому» и может считаться лучшей его работой на радио. Все три спектакля Эфроса были выпущены на пластинках, «Маленькие трагедии» вышли уже после смерти Высоцкого.

## Театральная критика
Сценические работы Высоцкого отразились в оценках критиков ещё при жизни актёра. Первое появление его фамилии на страницах всесоюзного издания произошло в 1960 году, когда корреспондент газеты «Советская культура» Л. Сергеев разместил материал о дипломном спектакле по пьесе Горького «На дне», поставленном в Школе-студии МХАТ. В статье, озаглавленной «Девятнадцать из МХАТ», был — среди прочих — упомянут и эпизод с участием Высоцкого, исполнившего роль картузника Бубнова. Через два года фамилия Высоцкого появилась в интервью Бориса Чиркова журналисту челябинской газеты «Комсомолец» — речь в публикации шла о том, что в Театре имени Пушкина работает группа «способных молодых артистов».

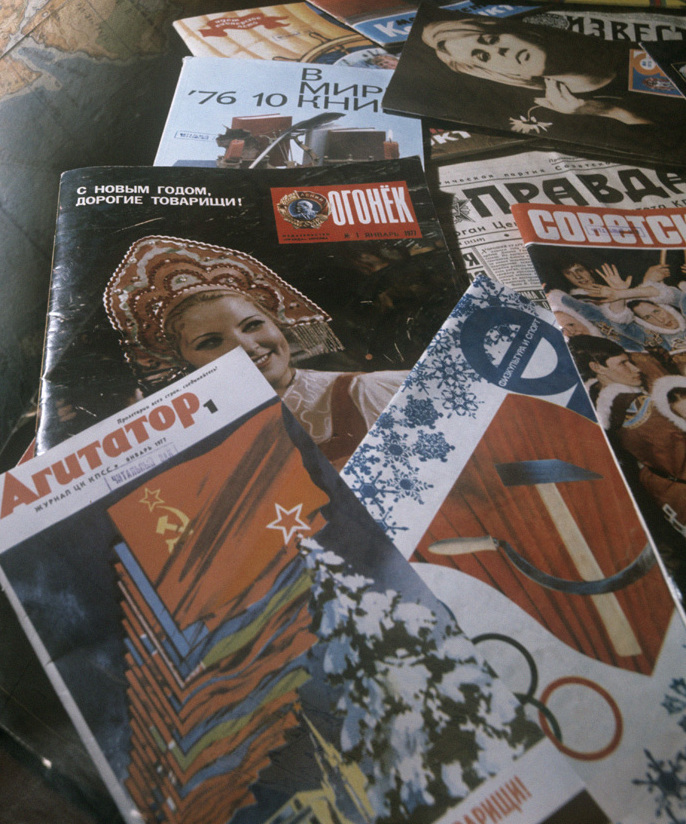
Пресса СССР 1970-х годов

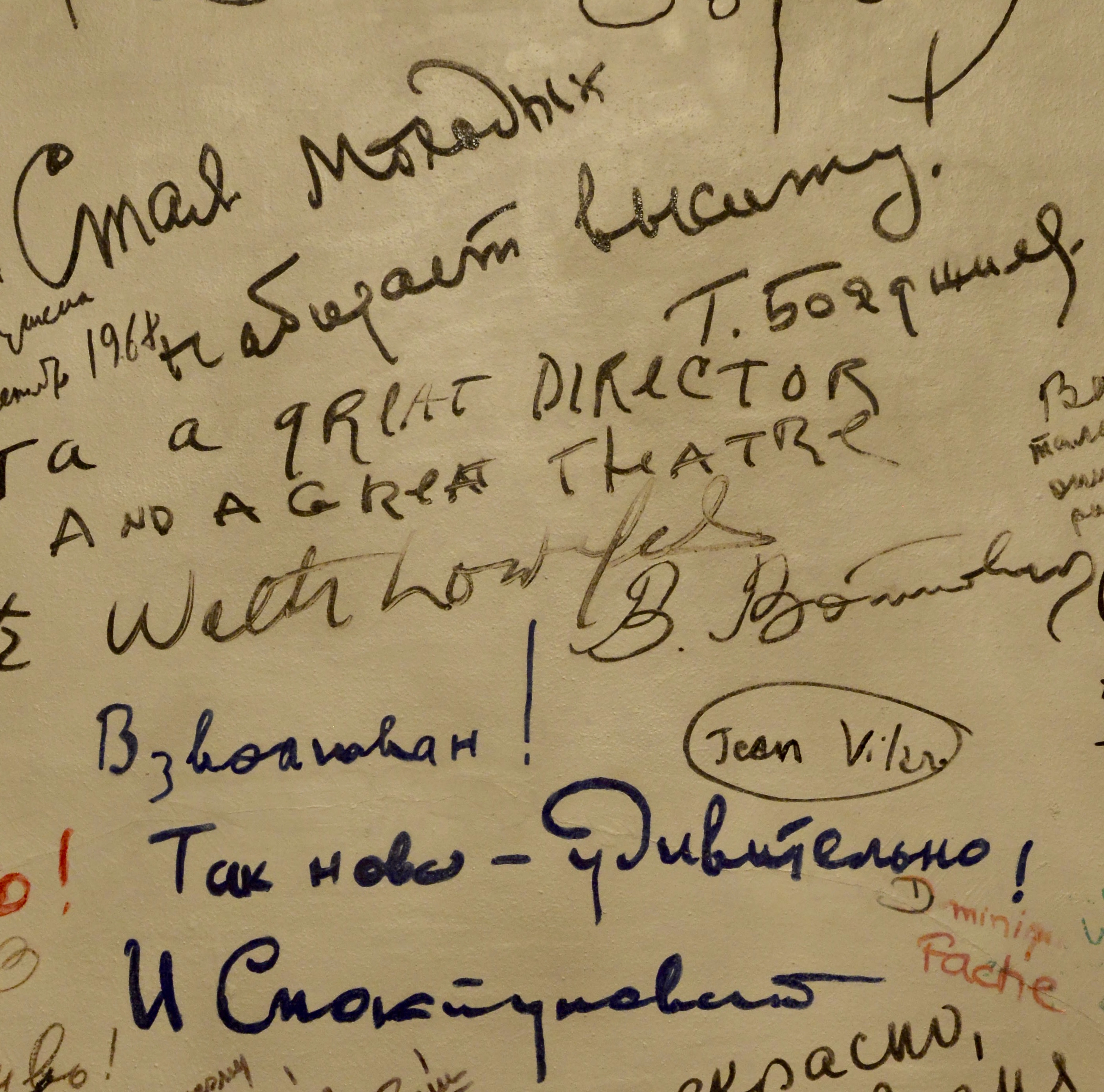
Из надписей на стене кабинета Любимова

Пресса 1960-х годов весьма живо реагировала на спектакли Театра на Таганке, однако поначалу рецензенты не выделяли Высоцкого персонально — его фамилия просто включалась в перечень исполнителей, работавших над той или иной постановкой. Так, после представления «Десять дней, которые потрясли мир» автор «Советской культуры» Григорий Бояджиев в статье «Стая молодых набирает высоту» отметил энтузиазм нескольких актёров, в том числе Высоцкого. Критик Яков Варшавский на страницах «Вечерней Москвы» указал, что «Г. Ронинсон, В. Высоцкий, А. Чернова не потерялись в стремительном карнавале номеров и интермедий». Литературовед Александр Марьямов в рецензии, напечатанной в журнале «Юность», упомянул о Высоцком не только как об актёре, появляющемся в спектакле «в пяти обличьях», но и как об авторе зонгов.
Подобным же образом освещалась работа Высоцкого и в музыкально-поэтической композиции «Антимиры»: после премьеры критики акцентировали внимание в основном на коллективной работе, в том числе композиторской. В материалах, опубликованных в «Советской культуре», «Смене» и других, Высоцкий — наряду с Анатолием Васильевым и Борисом Хмельницким — был отмечен как автор и исполнитель песен. Зато в постановке «Павшие и живые» номера, подготовленные Владимиром Семёновичем, удостоились отдельного внимания: поэт Евгений Евтушенко в статье «Не до ордена — была бы Родина» писал: «Вот на сцене оживает совсем ещё юный Михаил Кульчицкий (кстати сказать, потрясающе заново пережитый — именно заново пережитый, а не сыгранный актёром В. Высоцким)».
Первая большая роль Высоцкого в спектакле «Жизнь Галилея» получила неоднозначные оценки в центральных изданиях. В целом интонация рецензентов, анализировавших созданный актёром образ учёного, была достаточно благожелательной. Так, искусствовед Александр Аникст утверждал на страницах «Московского комсомольца», что молодой артист справился с режиссёрской задачей «блестяще». Театральный критик Вадим Фролов, назвав «таганского» Галилея мудрым и мятежным, заявил, что в театре появился артист, работающий на уровне «большого художника». Критик Инна Вишневская отмечала: «В „Жизни Галилея“ рядом с режиссёром впервые в полный рост поднялся актёр В. Высоцкий, исполняющий роль Галилея», но в то же время выразила недоумение по поводу начала постановки, когда Галилей-Высоцкий произносит монолог, стоя на голове. По словам Вишневской «темперамент иногда заслоняет мысль, первый план остается единственным, богатство души высказывается в одних лишь словах».
Весьма подробно рассматривалась в прессе и созданная Высоцким роль Хлопуши в спектакле «Пугачёв». Рецензенты отмечали «поэтичность и огневой темперамент» персонажа, называли героя «воплощением стихии мятежа», подчёркивали умение Высоцкого донести до зрителей «самую сокровенную суть поэмы». Большое количество публикаций появилось и после выхода «Гамлета», причём доброжелательные отклики порой соседствовали с негативными. К примеру, если Римма Кречетова писала, что актёр настолько глубоко погрузился в образ принца датского, что стал на сцене жить его мыслями и эмоциями, то искусствовед Тамара Горобченко в «Советской Белоруссии» указала на «небрежность сценического поведения В. Высоцкого».
В 1970-х годах число публикаций, посвящённых сценической деятельности Высоцкого, возросло. Театроведы по-прежнему проявляли интерес к «Гамлету», однако к шекспировскому герою прибавились вызвавшие определённый резонанс роли Лопахина в «Вишнёвом саде» и Свидригайлова в «Преступлении и наказании». Кроме того, в этот период появились публикации, носившие «обобщающий характер» и не имевшие привязки к отдельным работам. Рецензии и аналитические материалы публиковались при жизни актёра в таких изданиях, как «Сцена и время», «Литературная газета», «Литературная Россия», «Нева», «Искусство кино», «Новый мир» и других.

## Театральные посвящения
Интерес к посвящениям и эпиграммам, возникший у Высоцкого в студенческие годы, сохранился и во время работы в театре. В 1965 году к пятидесятилетию Константина Симонова Высоцким было написано стихотворение «Прожить полвека — это не пустяк…», в котором актёры театра благодарили писателя за статью «Вдохновение юности», опубликованную в газете «Правда» 8 декабря 1963 года и помогшую коллективу Таганки обрести свой театр: «Стараясь не ударить в грязь лицом, / Мы Ваших добрых дел не забываем, / Ведь мы считаем крёстным Вас отцом, / А также крёстной матерью считаем…».
К памятным датам, отмечавшимся в труппе Юрия Любимова, Владимир Семёнович обычно готовил актуальные куплеты, частушки, песенные посвящения. Так, к пятилетию «Таганки» он написал стихи, содержавшие строки: «Даёшь пять лет! Ну да! Короткий срок! / Попробуйте, допрыгайте до МХАТа! — / Он просидел все семьдесят — он смог, / Но нам и пять — торжественная дата». К десятилетнему юбилею Высоцкий сочинил «Театрально-тюремный этюд на таганские темы», в котором поэтически обыграл различные эпизоды из жизни труппы. К примеру, в строчке «Все вопросы и в „Конях“, и в „Пелагее“ — ответы на историю с „Живым“» присутствовала отсылка к событиям, связанным с запретом спектакля «Живой» по повести Бориса Можаева. Фраза «Привет тебе, Андрей — Андрей Андреич Вознесенский / И пусть второго бог тебе пошлёт» представляла собой напоминание о постановке «Антимиры» и исполнявшейся в ней «Песне акына» на стихи Вознесенского. В обращении «Ах, Зина! Жаль, не склеилась семья» звучал намёк на сюжет из спектакля «Добрый человек из Сезуана», в котором актриса Зинаида Славина исполняла роль Шен Те, а Высоцкий — её жениха Янг Суна.
В тексте песни, посвящённой пятнадцатилетию театра («Пятнадцать лет — не дата, так…»), чувствовалась горькая ирония из-за многочисленных запретов и жёсткой критики, но в то же время просматривалось желание увидеть иной юбилей: «Придут другие, в драме и в балете, / И в опере опять поставят „Мать“, / Но в пятьдесят — в другом тысячелетье — / Мы будем про пятнадцать вспоминать».
Немало стихов и песен Высоцкого было адресовано коллегам, наставникам и людям, близким к театру. Так, ещё в 1960 году он, будучи студентом Школы-студии МХАТ, сочинил «Оду на день возвращения из Японии», посвящённую педагогу Павлу Массальскому: «Расставанье — не потеха». В 1966 году было написано шуточное посвящение актёру Готлибу Ронинсону «Если болен морально ты…». В разные годы появились стихи и песни, обращённые к Татьяне Иваненко («Как всё <это>, как всё это было…»), Ивану Дыховичному («Что случилось с пятым „А“?...»), Зинаиде Славиной («Ты роли выпекала, как из теста…»). Валерию Золотухину и Борису Можаеву была адресована песня «Смотрины» («Там у соседа — пир горой»), Андрею Вознесенскому — стихотворение «Препинаний и букв чародей», Ивану Бортнику — «Письмо к другу, или Зарисовка о Париже». В 1977 году на юбилейном вечере главного режиссёра «Таганки» прозвучала песня «Юрию Петровичу Любимову с любовью в 60 его лет от Владимира Высоцкого», начинавшаяся строфой: «Ах, как тебе родиться пофартило / Почти одновременно со страной! / Ты прожил с нею всё, что с нею было, / Скажи ещё спасибо, что живой», в которой совместились намёк на историю с запретом спектакля «Живой» и цитата из песни Высоцкого «Скажи ещё спасибо, что — живой!».

## Приказы. Награды и увольнения

Докладная записка заведующей труппой Театра на Таганке Галины Власовой

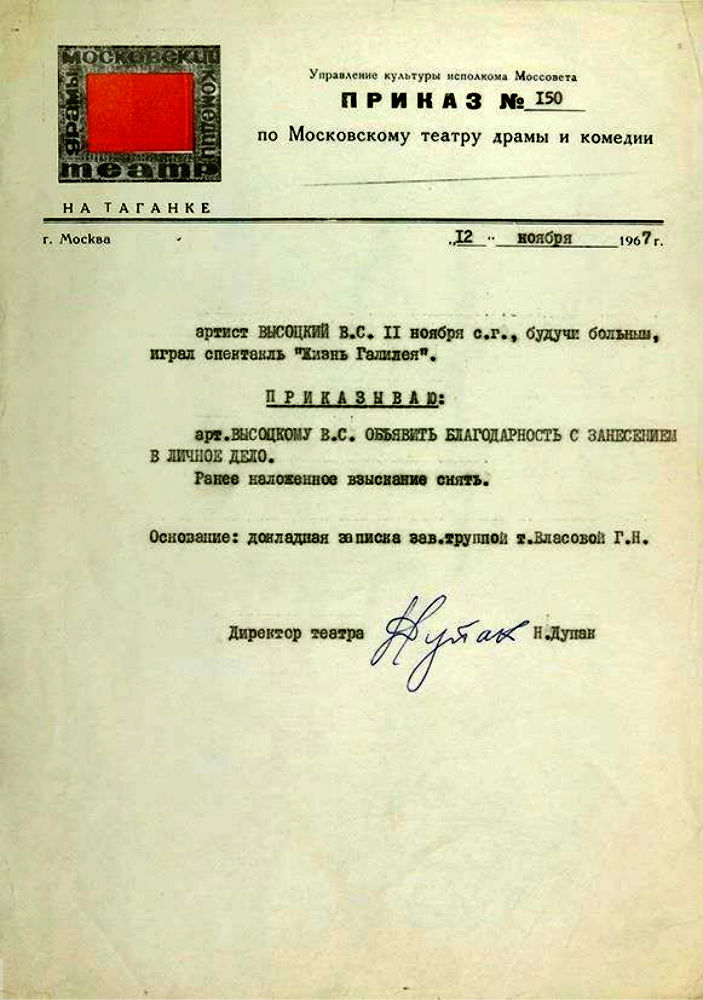
Приказ директора Театра на Таганке

Творческая биография Высоцкого вмещала в себя не только удачи, но и эпизоды, которые в театре порой разрешались весьма строго, вплоть до увольнения. Впервые уход Высоцкого из «таганской» труппы произошёл в марте 1968 года. Согласно приказу, подписанному директором Николаем Дупаком, артист был освобождён от работы по статье 47 «Г» КЗоТ с формулировкой «за вопиющее нарушение трудовой дисциплины». Увольнению предшествовали отмена спектакля «Жизнь Галилея», недопуск на репетицию постановки «Живой» и невыход на представление «Десять дней, которые потрясли мир». Через две с половиной недели, в апреле, благодаря решению месткома Высоцкий вернулся в театр «временно-условно», по договору и с пониженным окладом.
Подобные ситуации возникали и в дальнейшем. Так, в декабре того же 1968 года в Театре на Таганке вновь вышел приказ об увольнении Высоцкого; причина была прежняя — «нерабочее состояние актёра» и связанная с этим отмена спектакля «Жизнь Галилея», в котором у него не было дублёров. Ответом на этот документ стало письмо Высоцкого, адресованное месткому, парткому и худсовету «Таганки». В нём, в частности, говорилось: «Сегодня я серьёзно задумался, какой вред приносили мои „вывихи“ театру, какое значение имели они для всего нашего молодого коллектива. <...> Я прошу вас попытаться забыть дурное и не забывать хорошее». Администрация театра «сочла возможным оставить артиста В. С. Высоцкого в труппе»; ему дали испытательный срок до конца сезона и назначили оклад — 100 рублей в месяц. Но уже в марте 1969 года спектакль «Жизнь Галилея» был отменён из-за срыва исполнителя главной роли. Актёра в очередной раз уволили, однако в мае его освобождение от работы по статье 47 «Г» КЗоТ было заменено строгим выговором.
Осенью 1964 года Высоцкий начинал свою работу на «Таганке» с окладом 75 рублей. Через несколько месяцев дирекция театра направила ходатайство в Государственную тарификационную комиссию, предложив увеличить его оклад до 85 рублей. В документе, подписанном Дупаком и Любимовым, указывалось, что молодой перспективный артист обладает «хорошими сценическими данными, профессионализмом, музыкальностью». В 1967 году театр вновь обратился в тарификационную комиссию. К этому времени актёр исполнял отдельные номера в музыкально-поэтических композициях, играл главную роль в «Жизни Галилея», репетировал Хлопушу в спектакле «Пугачёв». Поэтому администрация «Таганки» попросила установить Высоцкому первую актёрскую категорию с окладом 130 рублей. Высшую актёрскую категорию и ежемесячный оклад 200 рублей Владимир Семёнович получил только в 1976 году, когда в его творческом багаже уже были «Гамлет» и Лопахин из «Вишнёвого сада». В характеристике, направленной вместе с ходатайством, указывалось, что Высоцкий, являющийся ведущим артистом театра, за роль Галилея был удостоен диплома I степени на фестивале «Московская театральная весна» (1969), а спектакль «Гамлет» с его участием получил гран-при на фестивале БИТЕФ в Югославии (1976). Через год, в 1977-м, «Гамлет» был отмечен во Франции специальным поощрением журналистов за лучшее гастрольное представление.

## Несыгранные роли

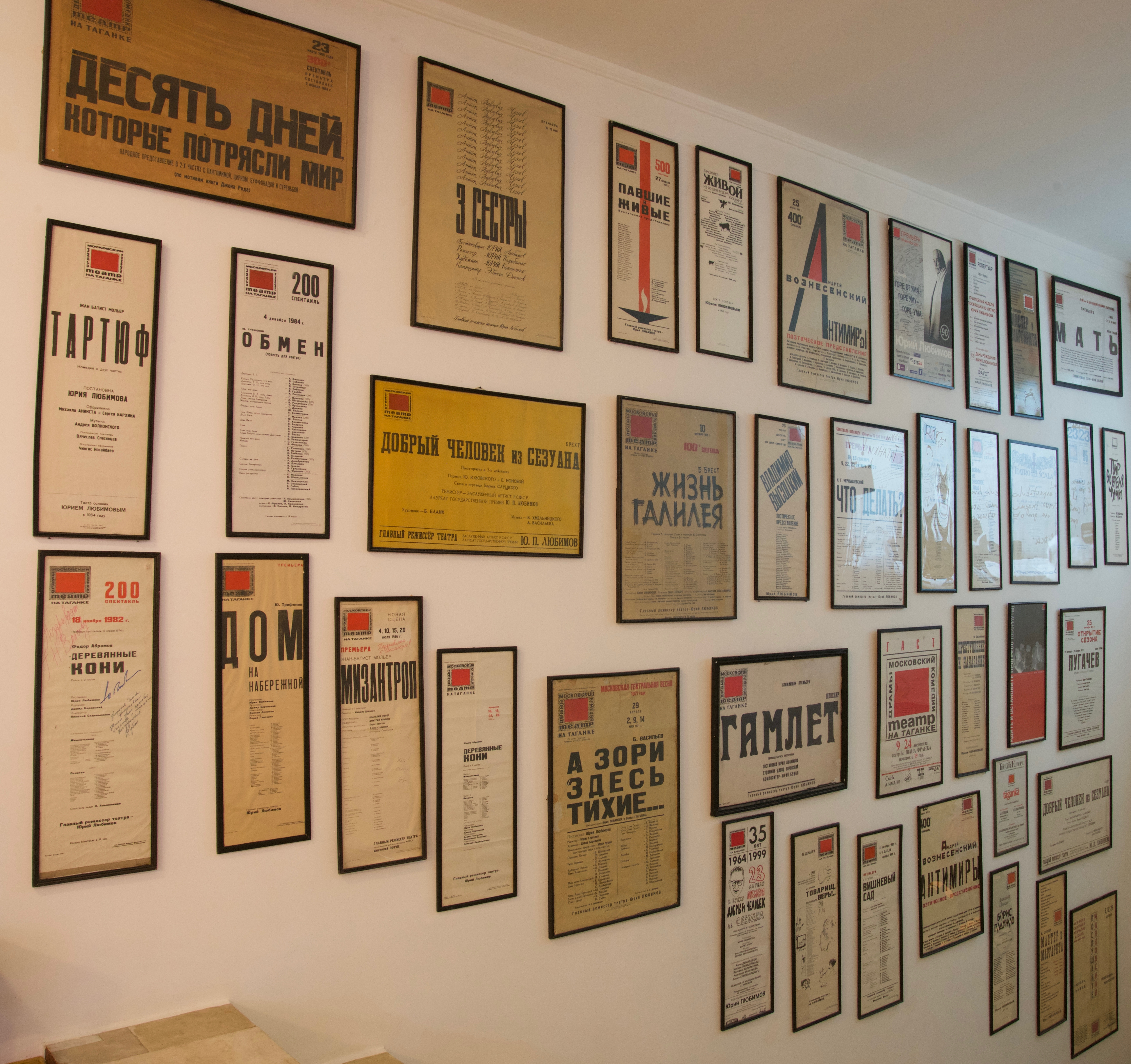
Фойе Театра на Таганке

В театральной биографии Владимира Высоцкого были и несыгранные роли, и персонажи, которые остались — по разным причинам — не воплощёнными на сцене. После снятия с роли председателя колхоза Ржапека в Театре имени Пушкина в 1960 году случаи, когда актёр готовил роль, но не появился в том или ином образе перед широкой зрительской аудиторий, происходили и в дальнейшем. В 1964 году в Театре на Таганке режиссёром Петром Фоменко была предпринята попытка поставить спектакль по пьесе Владимира Войновича «Кем бы я мог стать». Высоцкий готовил роль прораба-бюрократа, но во время репетиций выяснилось, что актёр не соответствовал ей по возрасту. Схожая проблема возникла и у других молодых таганских актёров — фактура персонажей повести «Хочу быть честным», по которой была написана пьеса, им не подходила. Спектакль так и не был выпущен. В следующем году в театре репетировали «Самоубийцу» по пьесе Николая Эрдмана, где Высоцкому достались сразу две роли — Подсекальникова и Калабашкина. Несмотря на то, что ранее пьеса уже была запрещена в Театре Мейерхольда, Любимов надеялся, что спектакль будет разрешён. Этим надеждам не суждено было сбыться — премьера так и не состоялась.
Роль Мотякова в спектакле Любимова «Живой» по произведению Бориса Можаева в 1968 году не была сыграна и по причине отстранения Высоцкого от постановки (в связи с дисциплинарными взысканиями), и из-за запрета спектакля. В том же году Высоцкий отказался от роли Оргона в «Тартюфе» (по пьесе Мольера в постановке Любимова), несмотря на то, что репетировал её некоторое время. Это привело к разладу с Любимовым, который даже какое-то время не здоровался с актёром.
До премьеры не были доведены роли Обуховского в спектакле «Час пик», Пушкина в «Товарищ, верь», Режиссёра в «Пристегните ремни», Ивана Бездомного в спектакле «Мастер и Маргарита», гангстера Гогера Гога в «Турандот, или Конгресс обелителей». В спектакле «Мать» (по роману Максима Горького в постановке Любимова) Высоцкий, несмотря на удачные репетиции, появился на сцене в образе Власова-отца всего в одном или двух спектаклях. В спектакле Любимова «Три сестры» актёр рассчитывал сыграть Вершинина, но получил назначение на роль Солёного. До премьеры этого спектакля он не дожил.

## Песни для театра

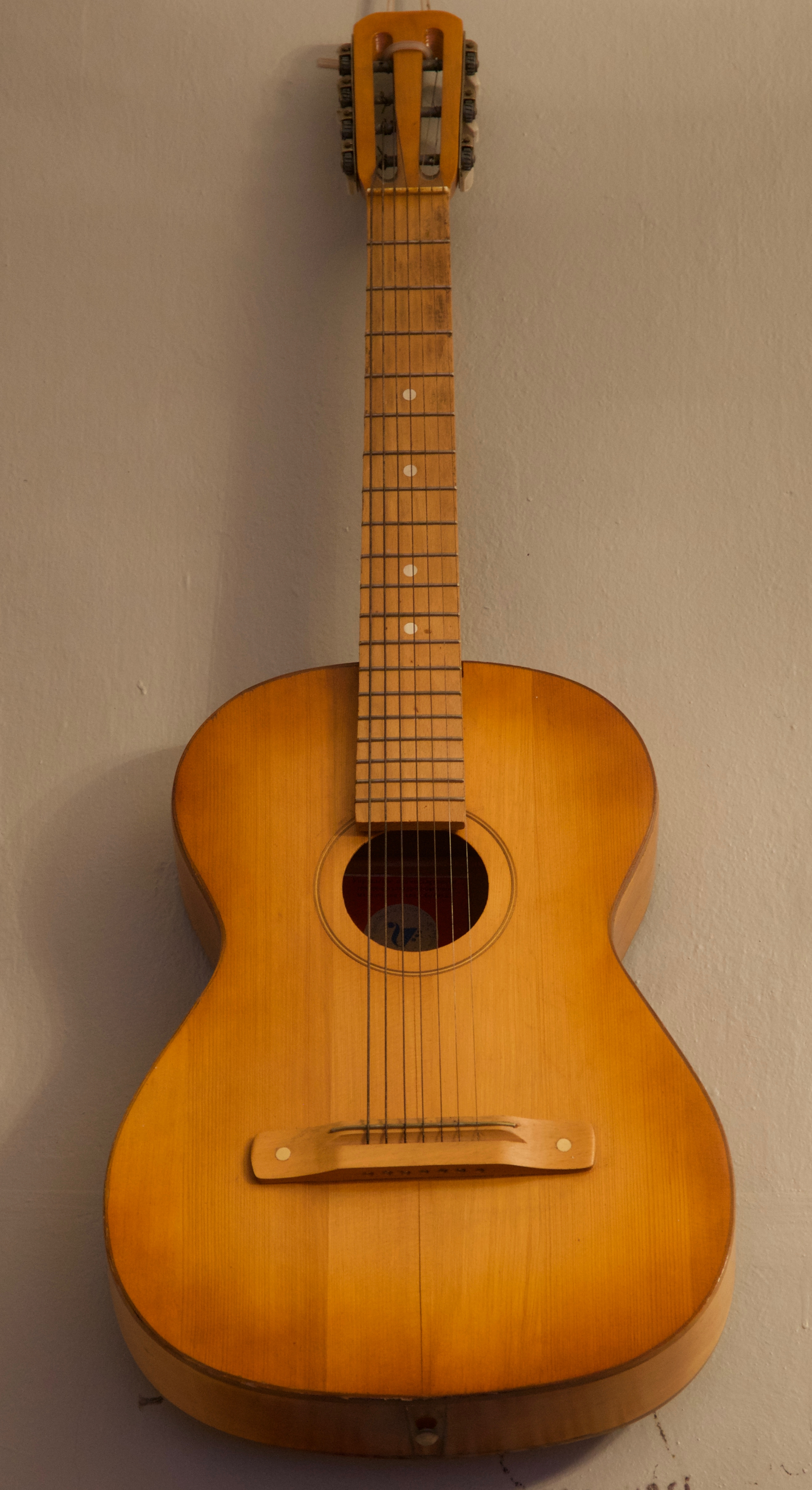
Гитара Владимира Высоцкого в кабинете Любимова в Театре на Таганке

Впервые песни Высоцкого прозвучали на сцене Московского театра драмы и комедии (позже ставшего Театром на Таганке) за несколько месяцев до того, как в его стенах начала формироваться труппа Юрия Любимова. В 1963 году режиссёр Пётр Фоменко поставил там спектакль «Микрорайон», в котором артист Алексей Эйбоженко исполнил две песни Высоцкого — «Тот, кто раньше с нею был» и «Я в деле, и со мною нож…» (по некоторым свидетельствам, исполнялась только одна песня — «Тот, кто раньше с нею был» и другим актёром — Юрием Смирновым). Ни на театральной афише, ни в программках фамилия автора указана не была, и многие зрители считали, что это народные произведения — часть городского фольклора. В дальнейшем, уже работая в Театре на Таганке, Высоцкий написал песни и куплеты для таких постановок, как «Десять дней, которые потрясли мир», «Павшие и живые», «Пугачёв», «Живой», «Турандот, или Конгресс обелителей»; часть из сочинённых им произведений в спектакли не вошла.
С «чужими» театральными коллективами Высоцкий — в качестве автора — сотрудничал нечасто, тем не менее его произведения иногда звучали и на других сценических площадках. Так, в 1968 году драматург Александр Штейн предложил Владимиру Семёновичу подготовить песни для его пьесы «Последний парад» (изначально имевшей название «Поживём дальше, увидим больше»), запланированной для постановки в Театре сатиры. Высоцкий сочинил для пьесы новые и предложил ранее написанные произведения — «Корабли постоят — и ложатся на курс…», «Моя цыганская», «Москва — Одесса», «Утренняя гимнастика», «Песня Сенежина» и другие. Постановщику пьесы Валентину Плучеку и композитору и дирижёру театра Анатолию Кремеру песни понравились, и пять из них были включены в спектакль в исполнении актёров театра. Когда Анатолий Папанов, игравший в «Последнем параде» главную роль, обратился к Высоцкому с просьбой проконсультировать его по поводу исполнения, тот ответил: «Вы пойте, как хотите. Смешно мне учить вас, как сделать песню смешной!». 30 декабря того же года спектакль «Последний парад» был поставлен и в Ленинградском театре имени Ленсовета, и в нём тоже звучали песни Высоцкого.
Начиная с 1969 года группа актёров — выпускников Школы-студии МХАТ, принятая в Театр сатиры, — играла в репетиционном зале театра неофициальный спектакль «Балаганчик дома Кристобаля», поставленный Алексеем Левинским. Спектакль для «друзей, знакомых, знакомых знакомых» просуществовал на сцене около десяти лет. Нина Корниенко, исполнительница роли матери донны Роситы, пела «Серебряные струны», а Татьяна Васильева в роли донны Роситы — фрагмент песни «Мать моя, давай рыдать».
В начале 1970-х годов Высоцкий передал Галине Волчек, ставившей в театре «Современник» спектакль «Свой остров» по пьесе эстонского драматурга Раймонда Каугвера, несколько собственных песен. Среди них — «Свой остров» («Покидаем тёплый край навсегда…»), «Лирическую» («Здесь лапы у елей дрожат на весу…»), «Я не люблю», «Человек за бортом». Утверждение текстов через цензурные ведомства шло тяжело, режиссёру даже было предложено заменить Высоцкого на «любого другого» поэта — например, Игоря Северянина. Тем не менее 9 апреля 1971 года состоялась премьера спектакля, в котором песни Высоцкого исполнил Игорь Кваша.

«Свой остров» — это был спектакль, построенный на песнях Высоцкого. Дело же было не в том, что я дружила с Высоцким и просто захотела, чтобы его песни прозвучали в спектакле. Главное заключалось в том, что его песни поднимали эту пьесу на другой уровень и делали её для меня интереснее, чем она была на самом деле.— Галина Волчек
27 марта 1975 года в ленинградском Малом драматическом театре состоялась премьера спектакля «Вечно живые» по пьесе Виктора Розова в постановке Ефима Михайловича Падве. В спектакле звучали песни Высоцкого «Он не вернулся из боя», «Мы вращаем Землю», «Братские могилы», «Сыновья уходят в бой». В то время не требовалось заключать договоры с авторами песен, опубликованных на пластинках. Специально для этого спектакля Высоцкий песен не писал.
В этом же году Высоцкий сочинил «Песню о погибшем лётчике» («Всю войну под завязку я всё к дому тянулся…»), которая вместе с «Песней лётчика» («Их восемь — нас двое, — расклад перед боем…») и песней «Я ещё не в угаре…» исполнялась в спектакле «Звёзды для лейтенанта», поставленном в Театре имени Ермоловой по пьесе Эдуарда Володарского. Первое из упомянутых произведений было посвящено другу семьи Высоцких — лётчику-истребителю Николаю Скоморохову — и основано на его рассказах и воспоминаниях. Все песни, вошедшие в постановку, звучали с магнитофона в авторском исполнении. Эти же записи вошли и в одноимённую постановку Ленинградского театра имени Ленинского комсомола режиссёров Геннадия Опоркова и Розы Сироты, премьера которой состоялась почти одновременно с московским спектаклем — 5 мая 1976 года. Как предполагает Марк Цыбульский, Высоцкий одновременно заключил договор на эти песни с обоими театрами.
В 1976 году песни Высоцкого звучали в исполнении Жанны Владимирской и Алексея Ковалёва в спектакле «Там вдали» московского Литературного театра при ВТО — «Кони привередливые», «Цыганочка», «Здесь лапы у елей дрожат на весу…», «Я несла свою беду…», «В жёлтой жаркой Африке», «Но вот исчезла дрожь в руках…». 16 апреля того же года состоялась премьера постановки Романа Виктюка «Муж и жена» в Московском Художественном академическом театре им. М. Горького. В исполнении Всеволода Абдулова прозвучали песни «Дом хрустальный» и «Кто-то высмотрел плод…». В дальнейшем их исполнял сменивший Абдулова Сергей Колесников. Для этой постановки Высоцким было написано шесть песен, но в спектакль вошли только две.
К числу нереализованных проектов относится музыкальный спектакль «Авантюристы» по повести Алексея Толстого «Необычайные приключения на волжском теплоходе», к работе над которым Высоцкий приступил вместе с артистом Кириллом Ласкари в начале 1970-х годов. В качестве сценической площадки предполагалось использовать Ленинградский театр имени Ленинского комсомола. Владимир Семёнович сочинил для постановки семь произведений, в том числе «Куплеты Гусева», «Песню о Волге», «Колыбельную Хопкинсона», «Дуэт разлучённых». Музыку к ним написал композитор Георгий Фиртич. В 1973 году Высоцкий и Ласкари записали музыкальные номера на магнитофон. Затем началась череда утверждений и согласований, в том числе через Министерство культуры СССР. В итоге был вынесен вердикт: спектакля не будет.

## Театр и песенно-поэтическое творчество Высоцкого

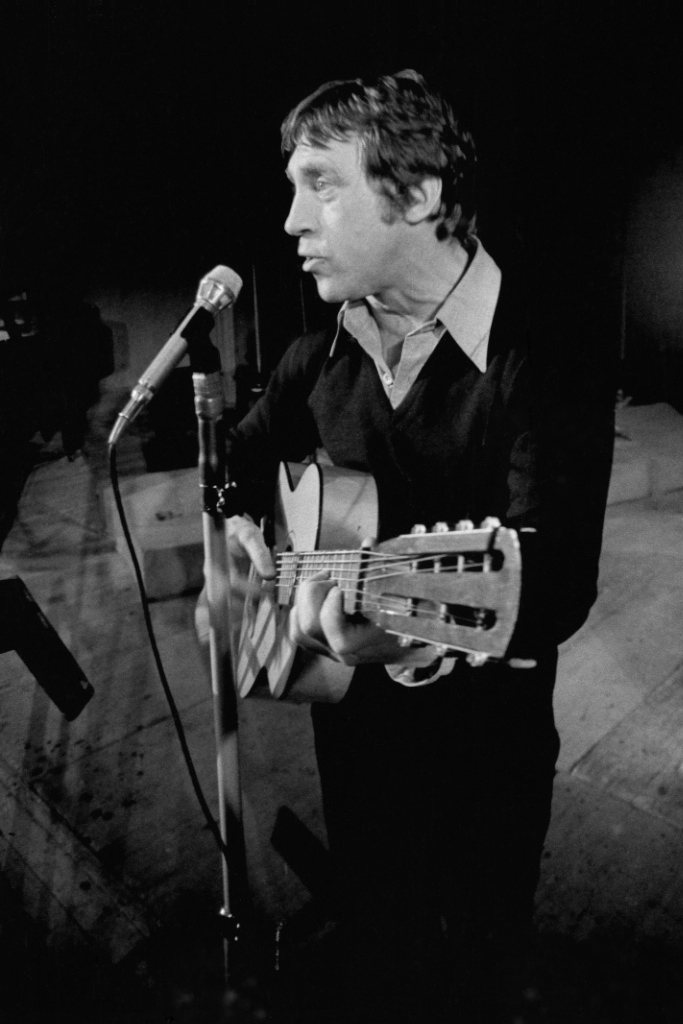
Владимир Высоцкий. 1979 год

Вопрос о непосредственном влиянии театра на песенно-поэтическое творчество Высоцкого относится к числу дискуссионных. Слово «поэт» по отношению к Владимиру Семёновичу, вероятно, впервые было публично произнесено искусствоведом Натальей Крымовой ещё в 1968 году, в обзорном материале, опубликованном в журнале «Советская эстрада и цирк»; тогда же, анализируя произведения Высоцкого, она отметила, что его песни воспринимаются как единое целое — с текстом, музыкой, интонацией, трактовкой — именно в авторском исполнении. В последующие годы эти тезисы получили развитие в статье Крымовой «Поэт, рождённый театром», где само название публикации указывало на истоки поэтического творчества Высоцкого. По мнению искусствоведа, его дарование развивалось в среде, где к поэтам и поэзии относились с особым вниманием, где фоном для становления его поэтического голоса были Брехт, Маяковский, Есенин, режиссёрские приёмы Любимова, общая атмосфера в труппе. Высоцкий пришёл на «Таганку», имея в творческом багаже в основном дворовые песни; в театре он превратился в «художника-интеллигента», писала Крымова.
Подобные утверждения, показывающие связь между театром и поэзией Высоцкого, присутствовали и в публикации Юрия Карякина, отмечавшего, что «без Таганки он немыслим». В ряде исследовательских работ прослеживалось родство между ролями, сыгранными Высоцким, и его произведениями. Так, по мнению Натальи Крымовой, работа над образом Хлопуши в спектакле «Пугачёв», весь сценический антураж постановки с топорами, цепями и колокольным звоном впоследствии нашли продолжение в песнях Высоцкого. Литературовед Анатолий Кулагин при анализе одного из произведений Владимира Семёновича — песни «Прерванный полёт» — указывал, что текст в ней представляет собой «поэтическую вариацию на гамлетовскую тему»: «Это как бы анти-Гамлет, Гамлет, остановившийся на не быть». Присутствующее в этой же песне слово-образ «недолюбил» («И ту, которая одна, / — Недолюбил») восходит, по мнению Андрея Крылова, к написанному в 1940 году и включённому в постановку «Павшие и живые» стихотворению Николая Майорова «Мы»: «Мы были высоки, русоволосы. / Вы в книгах прочитаете как миф / О людях, что ушли не долюбив, / Не докурив последней папиросы». Да и сам Высоцкий говорил, что театр оказал большое влияние на его песенно-поэтическое творчество: «Манера произносить свои стихи, подчёркивая смысл ритмом, звучанием гитары, петь их в определённых образах — это от театра. В свою очередь песни влияют на мои роли».
В то же время отдельные тезисы, напрямую увязывающие театр и поэзию, встретили возражения со стороны высоцковеда Людмилы Томенчук. В качестве примера она привела цитату из статьи Крымовой, писавшей, что участие Высоцкого в представлении «Павшие и живые» впоследствии было «развито и усилено творчеством одного актёра-поэта». Считая этот посыл явной «натяжкой», Томенчук напомнила, что первые военные песни были сочинены Высоцким для фильма «Я родом из детства», съёмки в котором шли одновременно с репетициями «Павших и живых», поэтому установить подлинную весомость сценического или кинематографического влияния весьма сложно. Кроме того, исследователь отметила, что «таганская» композиция была создана по стихам поэтов фронтового поколения: «Не логичнее ли видеть предшественниками военных песен поэта-актёра <…> именно эти стихи, фронтовую поэзию, а не театральную постановку по ним?» Не соглашаясь с формулой «Поэт, рождённый театром», Людмила Томенчук настаивала на том, что, с уважением относясь к среде, в которой творил поэт, нельзя одновременно не учитывать его собственного дарования: «Ведь в точно такой же среде вращались и другие люди, а Высоцким стал только один».
Высоцковед Вадим Кулиничев, полагающий, что «таганское» сообщество могло быть «катализатором песенного творчества» Высоцкого, обратил внимание на то, что театр (если не считать юбилейных посвящений и капустников) почти не упоминается в его произведениях. Обобщённый портрет своего поколения, «мальчиков с Таганки», едких и бескомпромиссных, поэт создал в стихотворении «Я никогда не верил в миражи…», где о сцене говорится вскользь: «А мы шумели в жизни и на сцене: / Мы путаники, мальчики пока». Оно завершалось строчками: «И нас хотя расстрелы не косили, / Но жили мы поднять не смея глаз, — / Мы тоже дети страшных лет России, / Безвременье вливало водку в нас».

Всё начиналось с «Доброго человека из Сезуана», с брехтовских зонгов. Мне брехтовский театр, уличный, площадной — близок. Я ведь тоже начинал писать как уличный певец — песни дворов, воскрешать ушедший городской романс. <...> А рождаются песни по-разному. То строчка приходит на ум, то слово, то мерещится тема, то поразит, запомнится какой-то случай. Хотя можно ли вообще сказать, как рождается песня?..— Владимир Высоцкий

## Комментарии
1. ↑  «Свиные хвостики» — пьеса Ярослава Дитла, Режиссёр Борис Равенских. Художник Евгений Коваленко. Премьера состоялась в 1961 году[22].
2. 1 2  «Добрый человек из Сезуана» — пьеса Бертольда Брехта, перевод с немецкого  Юзефа Юзовского и Елены Ионовой. Перевод стихов Бориса Слуцкого. Постановка и режиссура Юрия Любимова. Художник Борис Бланк. Музыка Бориса Хмельницкого, Анатолия Васильева. Премьера состоялась 23 апреля 1964 года. Спектакль был возобновлён в 1988 году[99].
3. ↑  «Герой нашего времени» — по роману Михаила Лермонтова. Инсценировка Юрия Любимова и Николая Эрдмана. Художник Валерий Доррер. Композитор Микаэл Таривердиев. Премьера состоялась 17 октября 1964 года[37].
4. ↑  «Десять дней, которые потрясли мир» — «народное представление в двух частях пантомимой, цирком, буффонадой и стрельбой» по мотивам книги Джона Рида. Сценическая композиция Юрия Любимова, Юрия Добронравова, И. Добровольского, Сергея Каштеляна. Песни на стихи: Бертольда Брехта, Александра Блока, Фёдора Тютчева, Давида Самойлова, Надежды Мальцевой, Владимира Высоцкого. Художник А. Тарасов. Композитор Николай Каретников. Балетмейстер Ной Авалиани. Премьера состоялась 2 января 1965 года[39][40][41].
5. ↑  «Антимиры» — стихи Андрея Вознесенского. Постановка Юрия Любимова. Режиссёр Пётр Фоменко. Художник Энар Стенберг. Музыка Бориса Хмельницкого, Анатолия Васильева, Владимира Высоцкого. Премьера состоялась 2 февраля 1965 года. В спектакле участвовали все артисты театра[44][45].
6. ↑  «Павшие и живые» — сценическая композиция Давида Самойлова, Бориса Грибанова и Юрия Любимова. Постановка Юрия Любимова. Режиссёр Пётр Фоменко. Художник Юрий Васильев. Музыка из произведений Дмитрия Шостаковича, Бориса Хмельницкого, Анатолия Васильева. Песни на стихи Михаила Анчарова, Владимира Высоцкого, Павла Когана, Юрия Левитанского, Сергея Крылова, Булата Окуджавы, Галины Шерговой. Премьера состоялась 4 ноября 1965 года[54][55].
7. ↑  «Жизнь Галилея» — пьеса Бертольда Брехта, перевод с немецкого Льва Копелева. Перевод стихов Давида Самойлова. Постановка Юрия Любимова. Художник Энар Стенберг. Музыка Дмитрия Шостаковича, Бориса Хмельницкого, Анатолия Васильева. Балетмейстер Ной Авалиани. Премьера состоялась 17 мая 1966 года[67][68][69].
8. ↑  «Послушайте!» — «поэтическое представление в 2-х действиях. Любовь, Война, Революция, Искусство» по произведениям Владимира Маяковского. Режиссёр Юрий Любимов, ассистенты режиссёра Борис Глаголин, Валерий Раевский. Художник Энар Стенберг. Композитор Эдисон Денисов. Премьера состоялась 16 мая 1967 года[81].
9. ↑  «Пугачёв» — драматическая поэма Сергея Есенина. Постановка Юрия Любимова, режиссёр Валерий Раевский, художник Юрий Васильев, композитор Юрий Буцко. Последний прогон спектакля был сделан 17 ноября, а официальная премьера состоялась 23 ноября 1967 года[89][90][91].
10. ↑  «Берегите ваши лица» — композиция по произведениям Андрея Вознесенского. Автор песен: «Ноты», «Охота на волков» — Владимир Высоцкий. Автор пантомим: «Роден», «Рыба», «Вдохновение» — Аида Чернова. Режиссёры пантомим — Валерий Беляков, Юрий Медведев. Художник Энар Стенберг. Музыка Бориса Хмельницкого. Премьера состоялась 10 февраля 1970 года[107][108].
11. ↑  «Гамлет» — пьеса Уильяма Шекспира. Постановка Юрия Любимова, художник	Давид Боровский, композитор Юрий Буцко. Премьера состоялась 29 ноября 1971 года[122].
12. ↑  «Вишнёвый сад» — по пьесе А. П. Чехова. Постановка Анатолия Эфроса, художник Валерий Левенталь, музыкальное оформление Г. Пятигорского. Премьера состоялась 30 июня 1975 года[151][152].
13. ↑  «Преступление и наказание» — по роману Фёдора Достоевского. Постановка Юрия Любимова, художник Давид Боровский, композитор Эдисон Денисов, режиссёр Юрий Погребничко. Премьера состоялась 12 февраля 1979 года[169].
14. ↑  «Владимир Высоцкий» — постановка Юрия Любимова, художник Давид Боровский. Премьера состоялась 25 июля 1981 года[179].
15. ↑  Статья 47 «Г» КЗоТ в те времена разрешала расторжение трудового договора «в случае систематического неисполнения нанявшимся, без уважительных причин, обязанностей, возлагаемых на него договором или правилами внутреннего распорядка»[236].
16. ↑  «Час пик» — пьеса Ежи Ставиньского, инсценировка Вениамина Смехова, постановка Юрия Любимова). Высоцкий до премьеры роль так и не довёл. Премьера состоялась 4 декабря 1969 года[12].
17. ↑  «Товарищ, верь» — по произведениям А. С. Пушкина, пьеса Людмилы Целиковской и Юрия Любимова, постановка Любимова. Высоцкий уснул на одной из репетиций и был отстранён от роли. Премьера состоялась 2 апреля 1973 года[12][254].
18. ↑  «Пристегните ремни» — сценическая композиция Григория Бакланова и Юрия Любимова. У Высоцкого была изначально роль Режиссёра (оппонент Писателя, которого играл Валерий Золотухин), но в процессе репетиций она была заменена на эпизодическую роль Солдата. Премьера состоялась в июле 1975 года[12][255].
19. ↑  «Мастер и Маргарита» — по роману Михаила Булгакова, постановка Юрия Любимова, режиссёр Александр Вилькин. Высоцкий освобождён от роли Ивана Бездомного за пропуск репетиции. Премьера состоялась в апреле 1977 года[12][256].
20. ↑  «Турандот, или Конгресс обелителей» — пьеса Бертольда Брехта, постановка Юрия Любимова, режиссёр Борис Глаголин. Высоцкий до премьеры роль не довёл. Премьера состоялась 20 декабря 1979 года[12].
21. ↑  «Три сестры» — пьеса А. П. Чехова, постановка Юрия Любимова. Владимир Высоцкий — Солёный. До премьеры Высоцкий не дожил. Премьера состоялась в 1981 году[12].

## Рекомендуемая литература
- Театральный роман Владимира Высоцкого / Сост. О. Л. Терентьев, А. Е. Петраков. — М., 2000. — 276 с. — (Библиотека журнала «Вагант — Москва»; вып. 359—367).
- Станцо В. То был мой театр. — М.: ГКЦМ В. С. Высоцкого, 1996. — 252 с. — (Б-ка журн. «Вагант»; вып. 73—80).
- Гершкович А. Театр на Таганке (1964—1984). — М.: Солярис, 1993. — 174 с. — ISBN 5-86788-069-9.